# Антверпенська школа

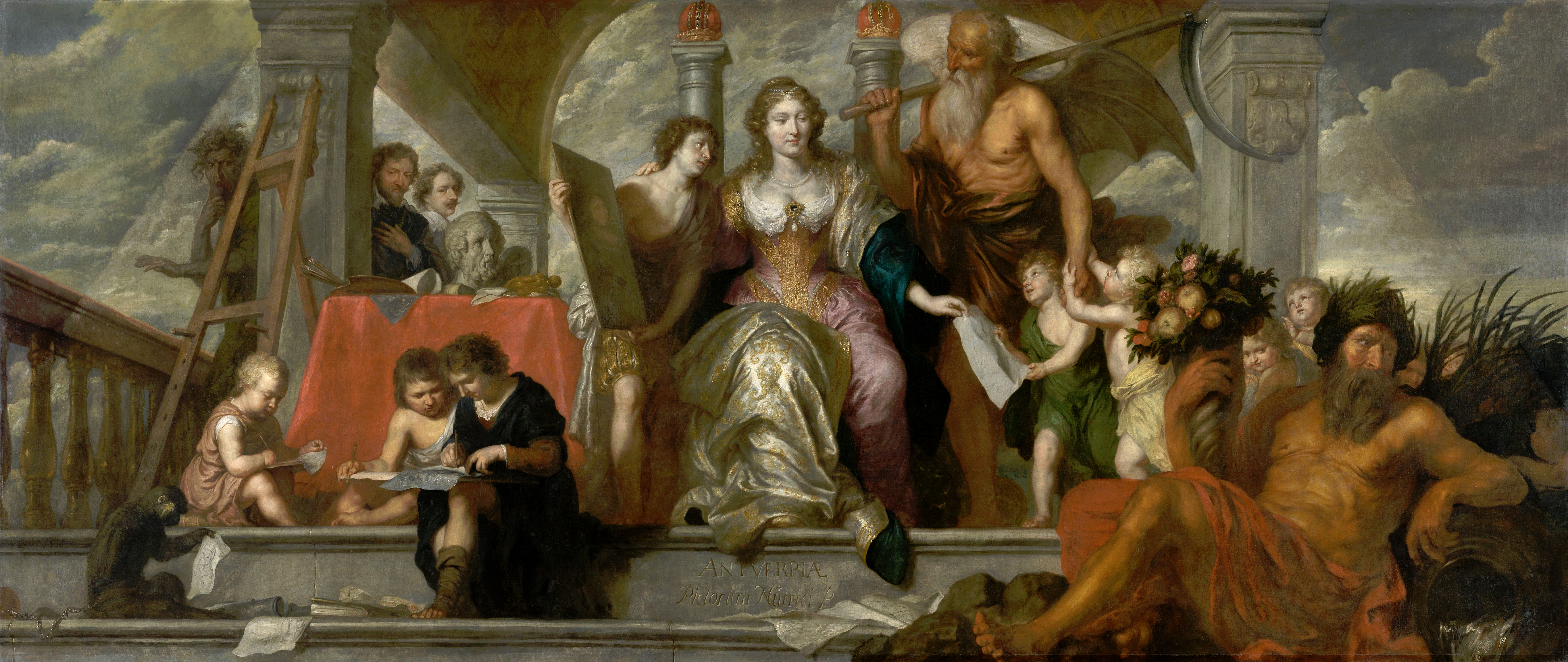
Теодор Буєрманс. «Алегорія Антверпена як покровителька художників», 1665 р.

Антверпенська школа (нід. Antwerpse School) — умовна назва художньої школи, що існувала впродовж декількох століть в місті Антверпен, нині Бельгія.

## Історичні дані

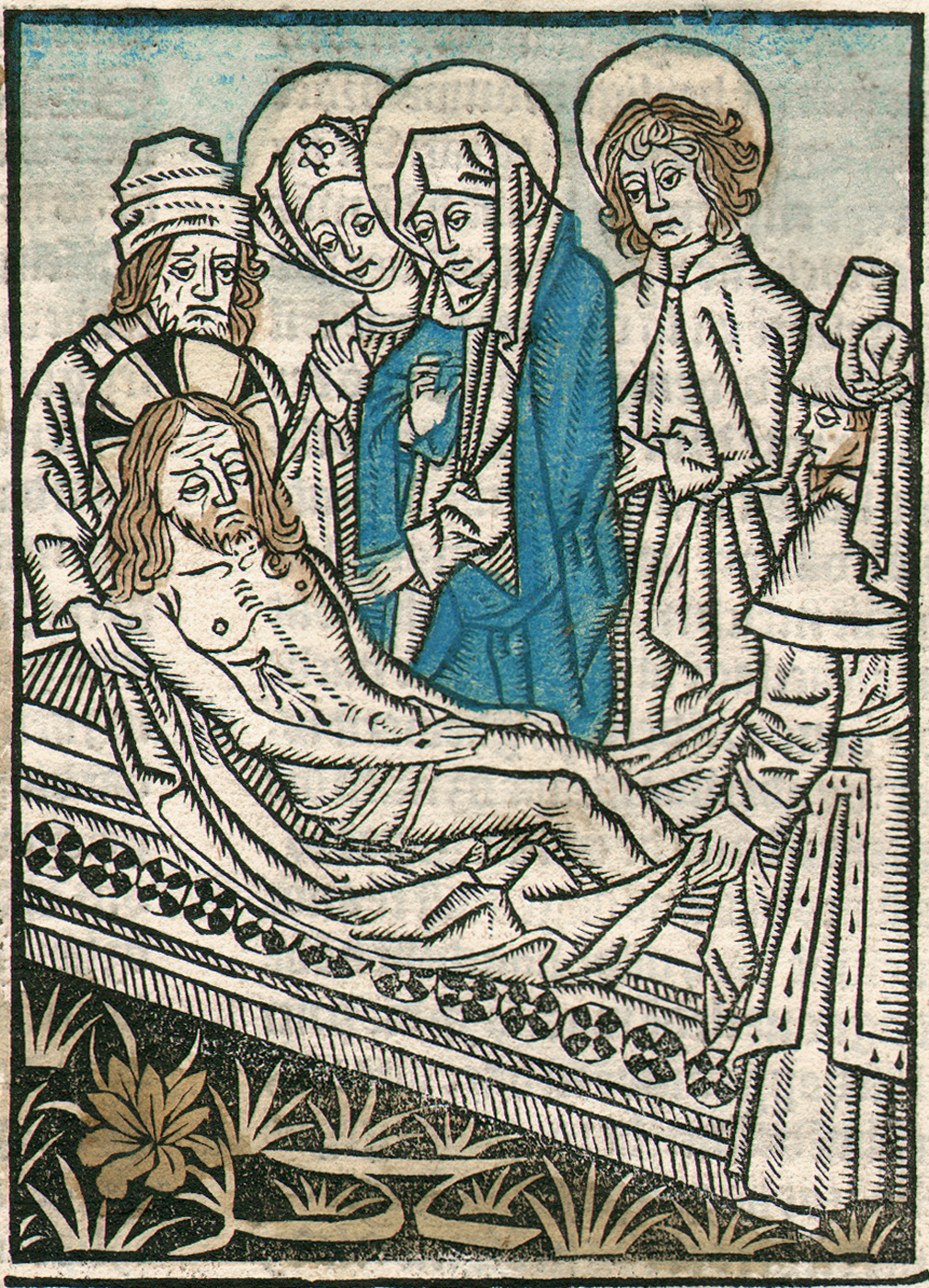
Перший антверпенський дереворитник. «Покладання Христа у труну», 1487 р., приватна збірка

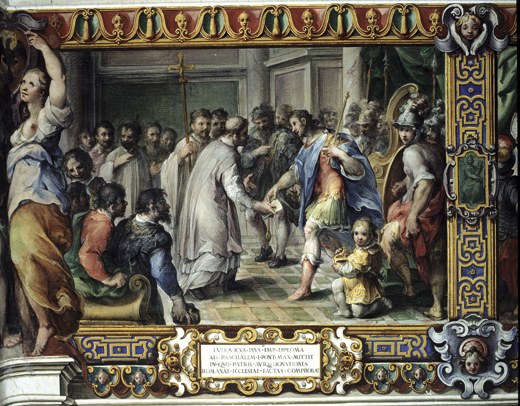
Пауль Бріль. Фреска в Ватикані, Секретний архів.

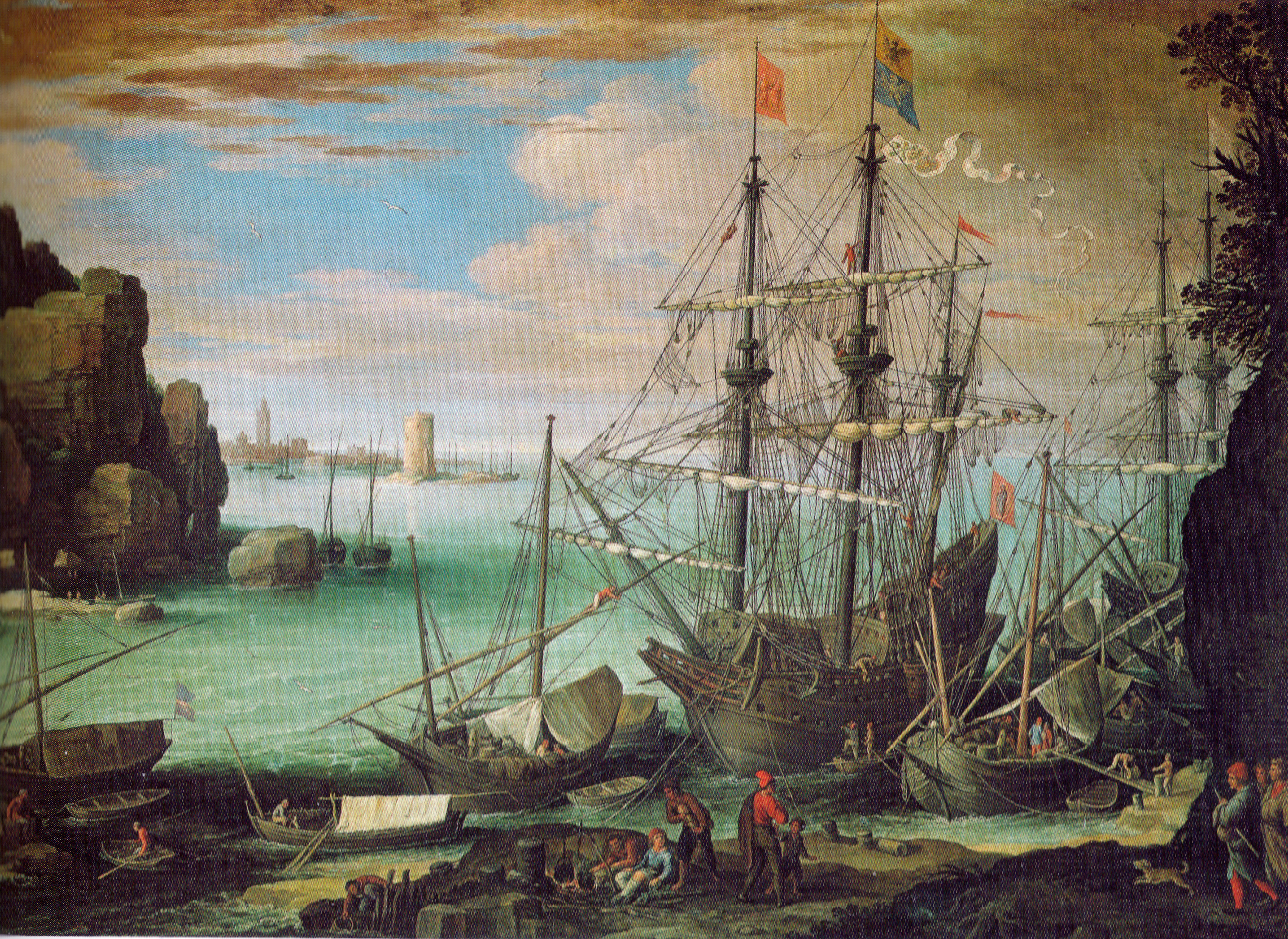
Пауль Бріль."Пейзаж з портом", 1610, Галерея Боргезе, Рим.

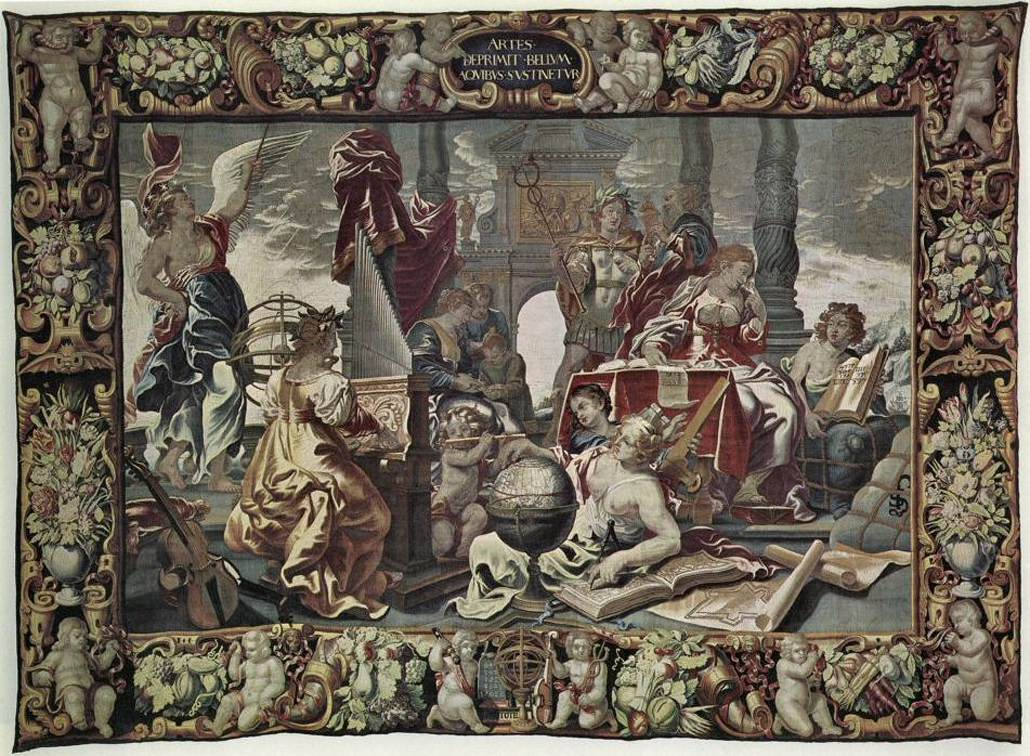
Гобелен Сім вільних мистецтв за картоном Корнеліса Схюта. Брюгге, варіант в Ермітажі.

На початку XVI століття місто Антверпен, порт і промисловий центр, остаточно перехопив економічне значення у міста Брюгге. Підвищення матеріального стану мешканців, тісні зв'язки герцогства Брабант з Італією, її відомими на той час економічними і мистецькими центрами сприяли перетворенню Антверпена на значний мистецький осередок. Вже на початку XVI століття була закладена релігійна, бізнесова і художня традиція — традиція відвідин Неаполя, Риму, менше Венеції. В XVII столітті на перші місця вийшли Рим та Генуя, остання була найбільш пов'язана з підіспанськими Південними Нідерландами (Фландрією) як бізнесово, так і в художньому плані. Тут роками працювали Пітер Пауль Рубенс, Антоніс ван Дейк. А художники брати з Фландрії Лукас та Корнеліс де Валь створили в Генуї навіть власну майстерню.
В Антвепені виникає власна Гільдія святого Луки, яка стане значним мистецьким осередком і фаховим закладом художників міста з довгим терміном існування. Особливістю гільдії була здатність визнавати своїми членами жінок-художниць, на що наважувалась далеко не кожна гільдія, серед її членів — Клара Петерс. Гільдія проіснувала до XIX століття, хоча її значення поступово зменшувалося у зв'язку з формуванням і зміцненням Академій мистецтв, що поєднали функції гільдії Св. Луки та художньої школи.
Вже в XVI столітті представники антверпенської школи досягли помітних успіхів, хоча були розділені на дві значні гілки:
- продовжувачів національних художніх традицій XV століття (Пітер Брейгель старший)
- предстаників нідерландського маньєризму, тісно пов'язаних з італійським маньєризмом (Мабюз, Франс Флорис, Мартен де Вос).

Могутні реалістичні настанови нідерландського мистецтва не дозволили органічно поєднувати маньєристичні впливи з національним реалізмом, який залишався яскраво відтвореним в місцевому портретному та побутовому жанрі ( Пітер Артсен, Франс Флорис). Але маньєристичні впливи переважали в створенні творів біблійної тематики та в міфологічних і алегоричних композиціях.
Пізніше могутня реалістична традиція переважатиме і зробить можливим наближення національного мистецтва до демократичної гілки італійського бароко — італійського караваджизму, знахідки якого не оминуть Рубенса, Теодора Ромбоутса, Пітера ван Моля, Теодора ван Луна, Герарда Дюфе.
Як і італійські митці, представники антверпенської школи робили фрески, хоча олійний живопис — переважав, були схильні до декоративних розписів. В XVII столітті аристократичні верства Голландії, де декоративний живопис не отримав поширення і не був розвинений, зверталися за створенням декоративних стінописів саме до фламандських майстрів. Важливою особливістю національного мистецтва у Фландрії було створення тканих фресок-килимів. Тому до створення картонів під майбутні килими-арраси була залучена найкраща частина художників антверпенської школи, їх робили Корнеліс Схют, Бернард ван Орлей, Пітер Кук ван Альст, Рубенс, Якоб Йорданс, Йоос де Момпер, Давід Тенірс молодший. Майстри гобеленів з Фландрії були запрошені також у Рим, де працювали роками.

## Універсально обдаровані митці

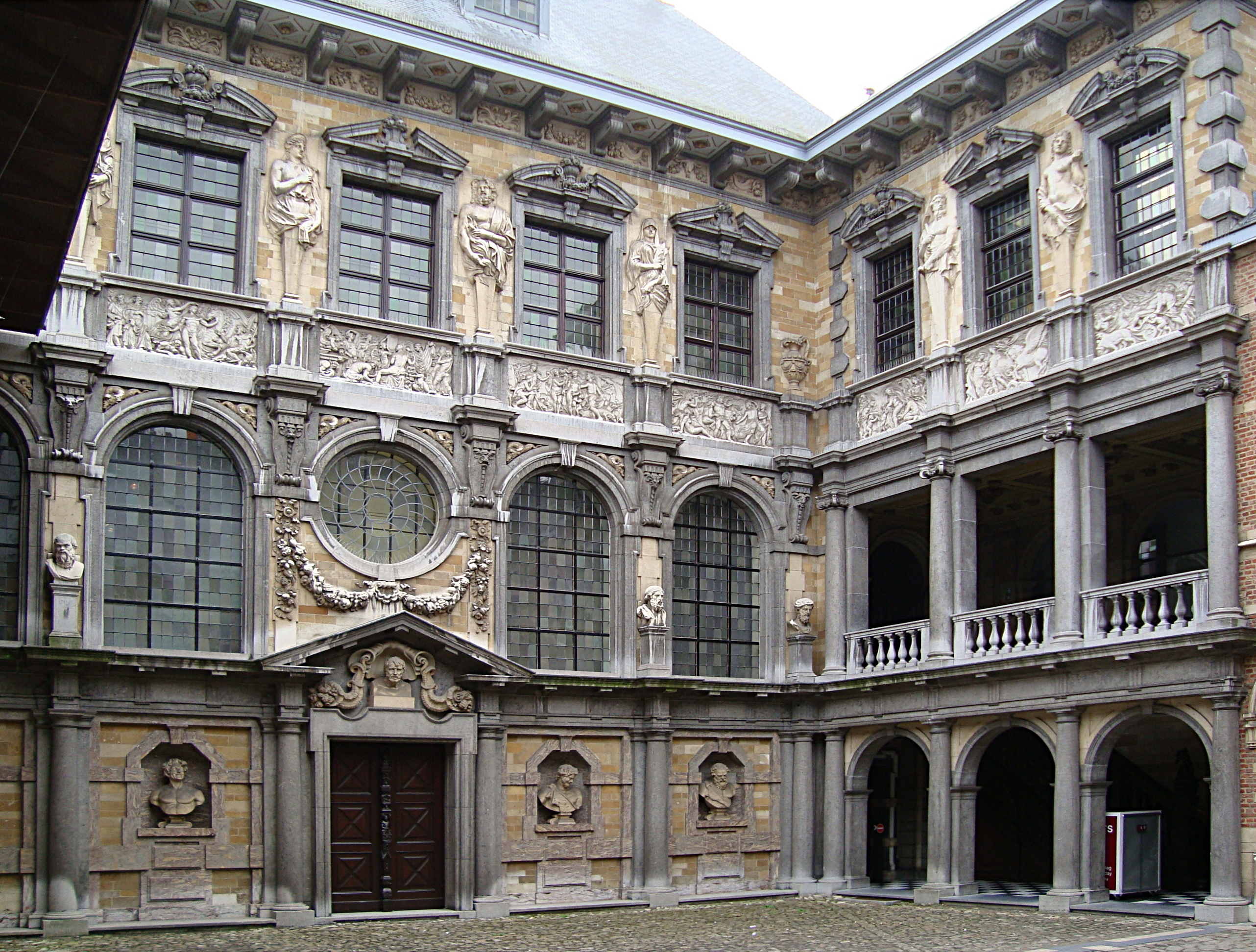
Будинок Рубенса в Антверпені, власні добудови в стилі бароко

Як і серед представників інших мистецьких шкіл або художніх течій, антверпенська школа має власних універсально обдарованих митців. Серед них — Пітер Кук ван Альст, що працював автором картонів до вітражів і аррасів-килимів, перекладачем з французької книг про архітектуру, скульптором і художником релігійних картин. До складу антверпенської школи логічно зараховують художника і архітектора Корнеліса Флориса де Вріндта (1513/14—1575), що робив проекти ювелірних виробів і оздоби - орнаменти до надгробків, займався меморіальною скульптурою, працював архітектором на будівництві ратуші Антверпена та Ганзейського будинку в його портовій ділянці, знакових споруд свого часу. До антверпенської школи належить і художник, представник нідерландського маньєризму — Венцеслав Кобергер (1557—1634), який більше уславився як архітектор і в Італії, і у Фландрії, представник фламандського бароко в архітектурі.
Унікальною по значенню для фламандського мистецтва XVII століття була діяльність П. П. Рубенса. Напади хвороби і дипломатична діяльність часто дошкуляли митцю, спонукали залучати до виконання творів чисельних учнів і помічників. Це сприяло як поширенню настанов бароко в національному мистецтві, так і створенню колосальної кількості творів мистецтва, серед яких: 
- титульні листи до антверпенських видань друкаря Плантена
- вівтарні композиції
- портрети
- картони до аррасів
- вироби зі скла та шкіри
- парадна зброя
- меблі
- ювелірні вироби зі срібла
- скульптура з мармуру, бронзи, дерева, слонової кістки
- гравюри з картин Рубенса, які робили брати Больверт, Понтіус, Ворстерман.

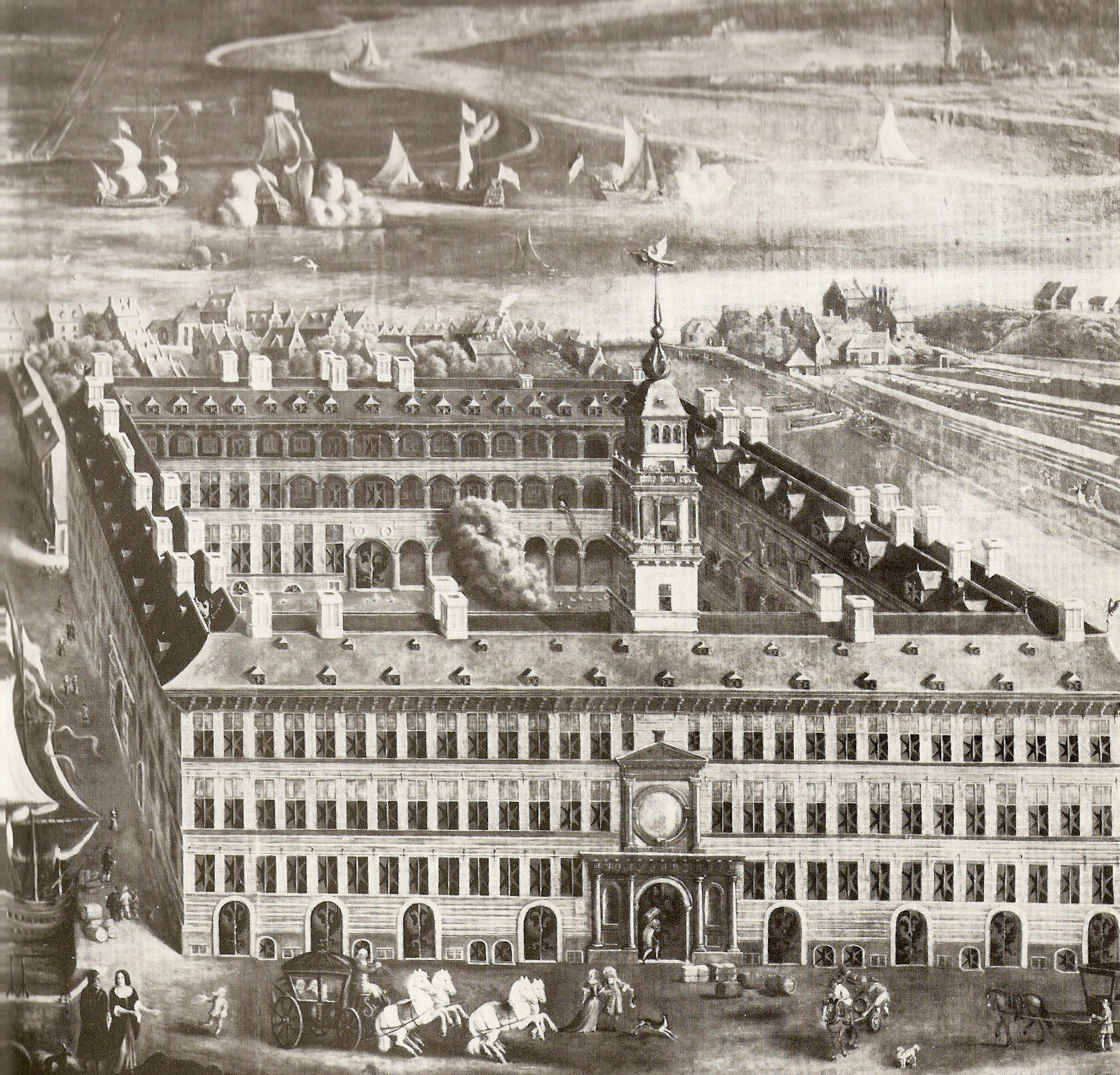
Ганзейський будинок в Антверпені, гравюра 1700 року. Зруйнований без відновлення.
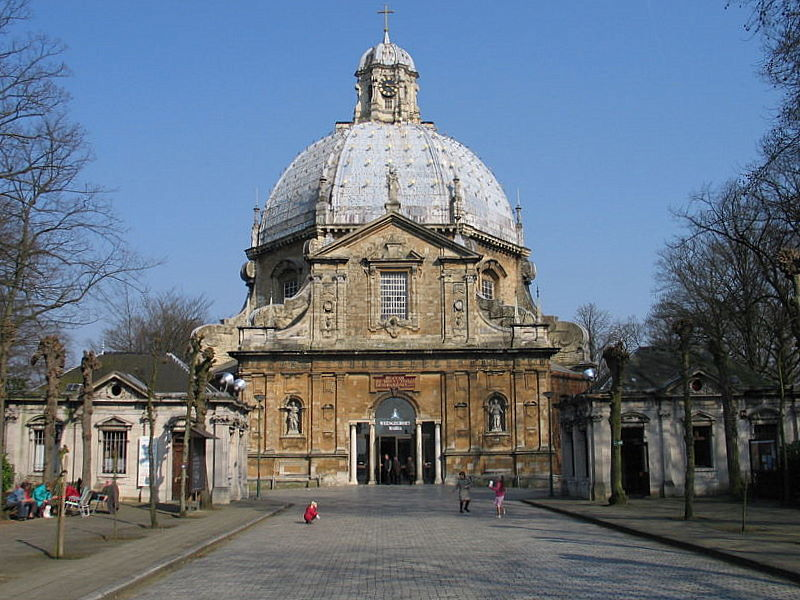
Венцеслав Кобергер, базиліка Богородиці в Монтегю, Бельгія
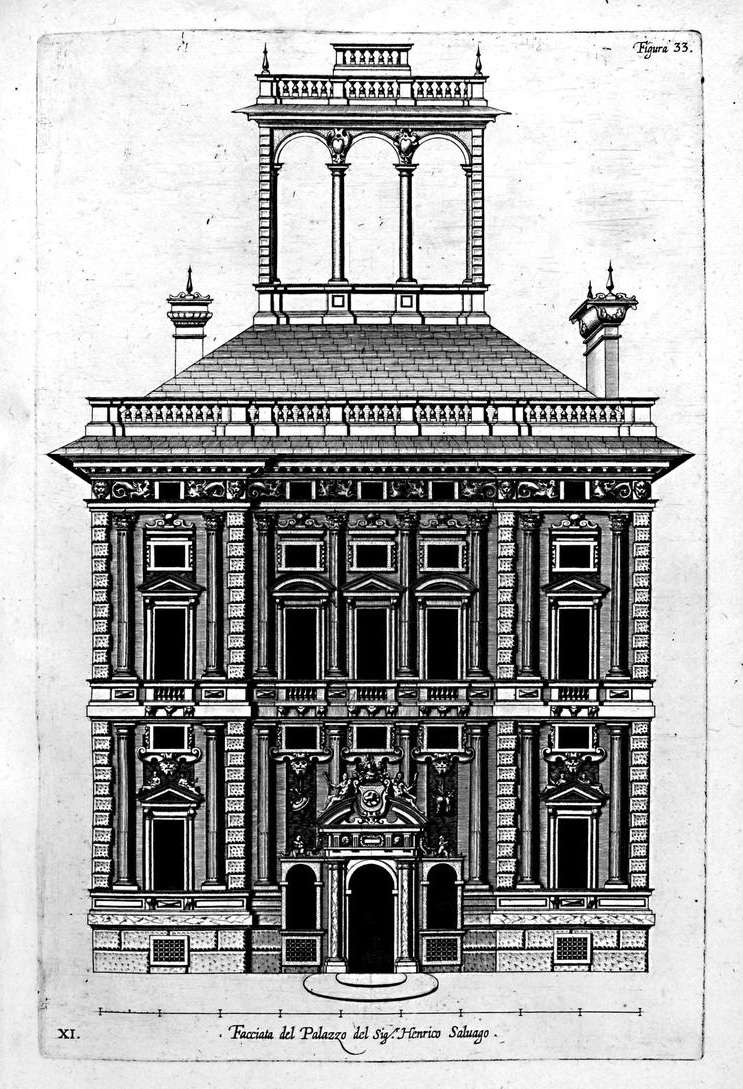
П.П.Рубенс. Проект фасаду з видання «Палаци Генуї»
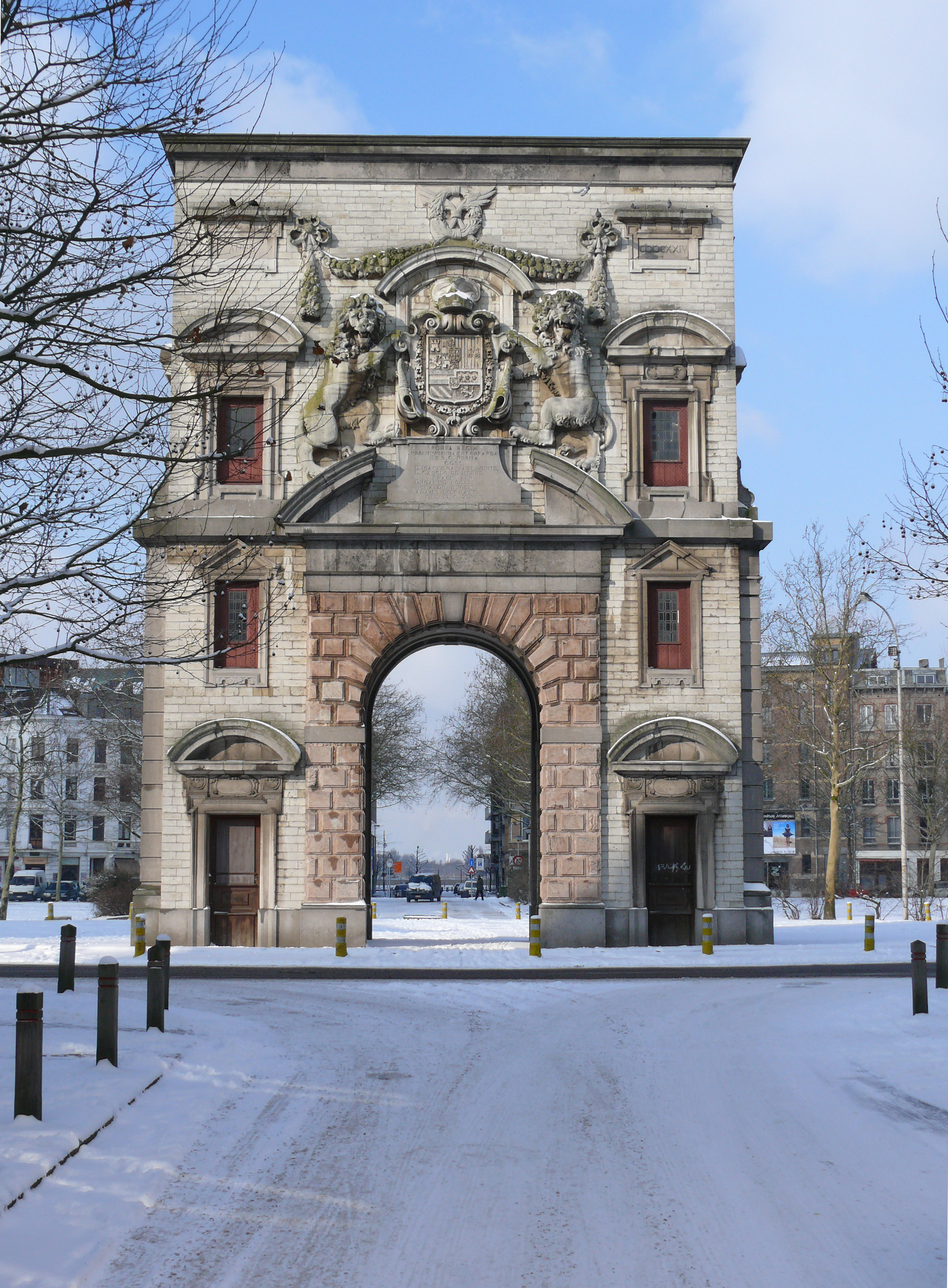
П.П.Рубенс.Парадна брама Waterpoort, Антверпен.

## Картони Рубенса до гобеленів та виткані килими

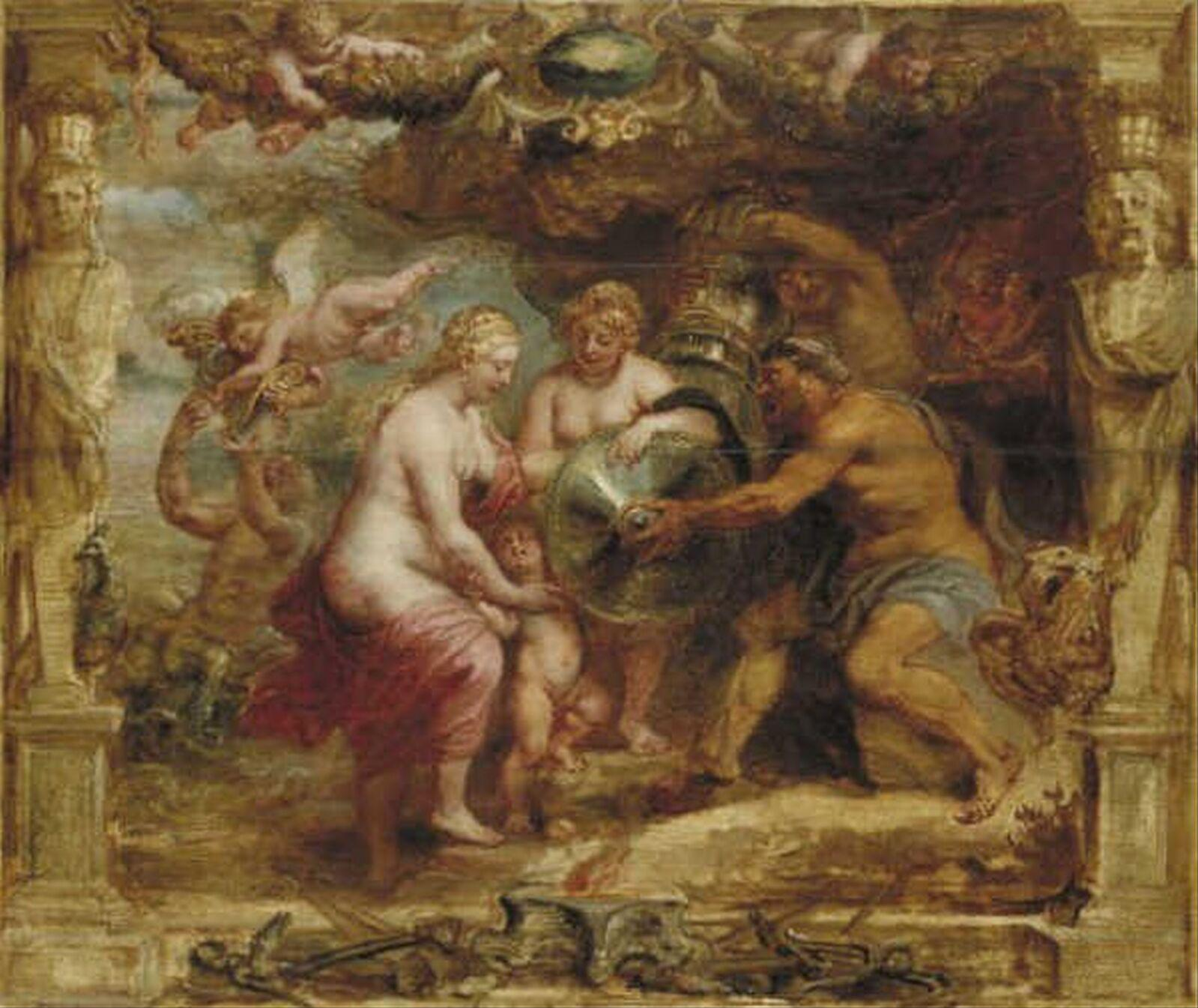
П.П.Рубенс. Картон до гобелену «Тетіс здобуває чарівну зброю для Гектора у бога Вулкана»
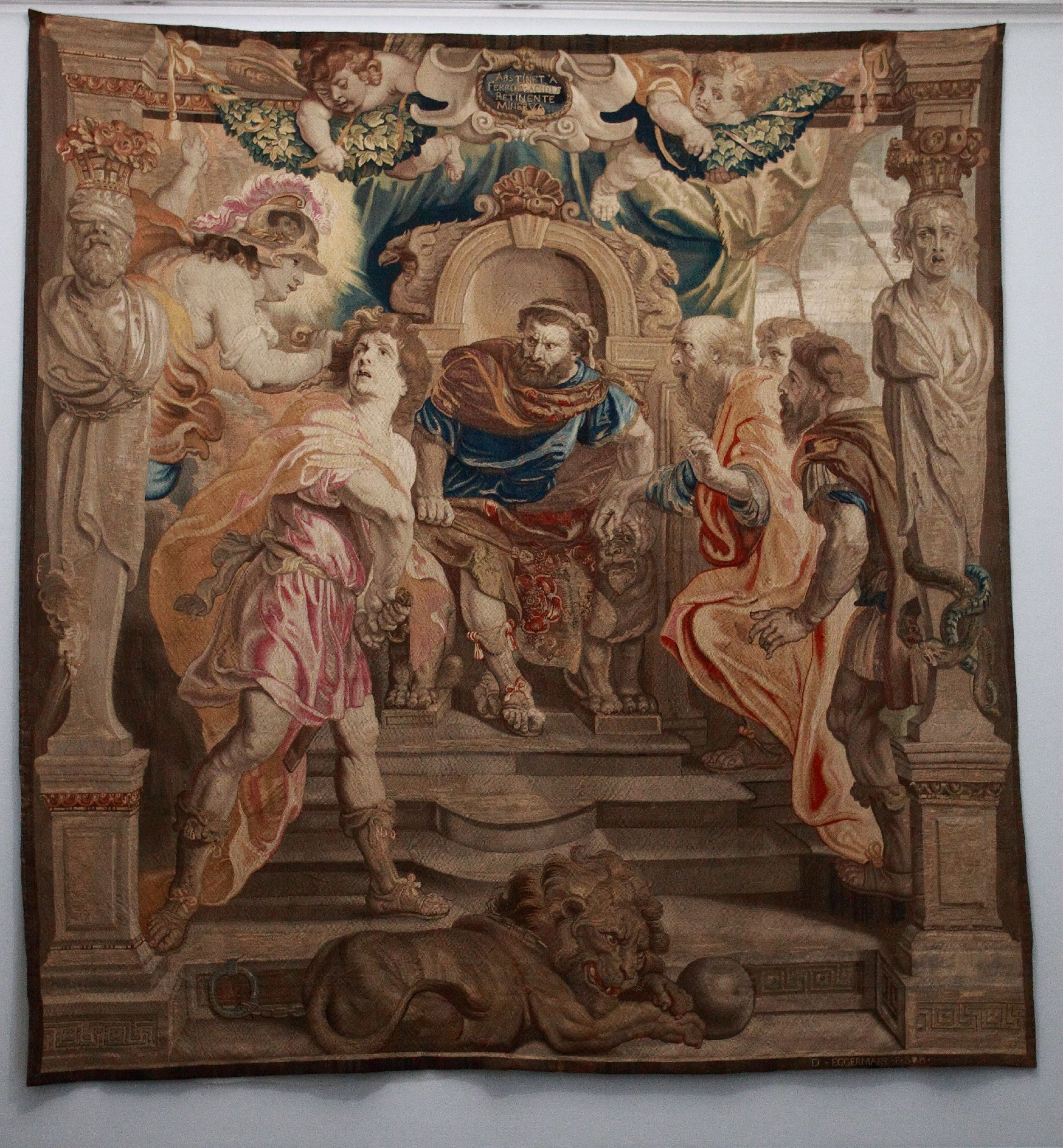
Аррас за картоном П.П. Рубенса, всі - Музей Бойманс ван Бенінгена.
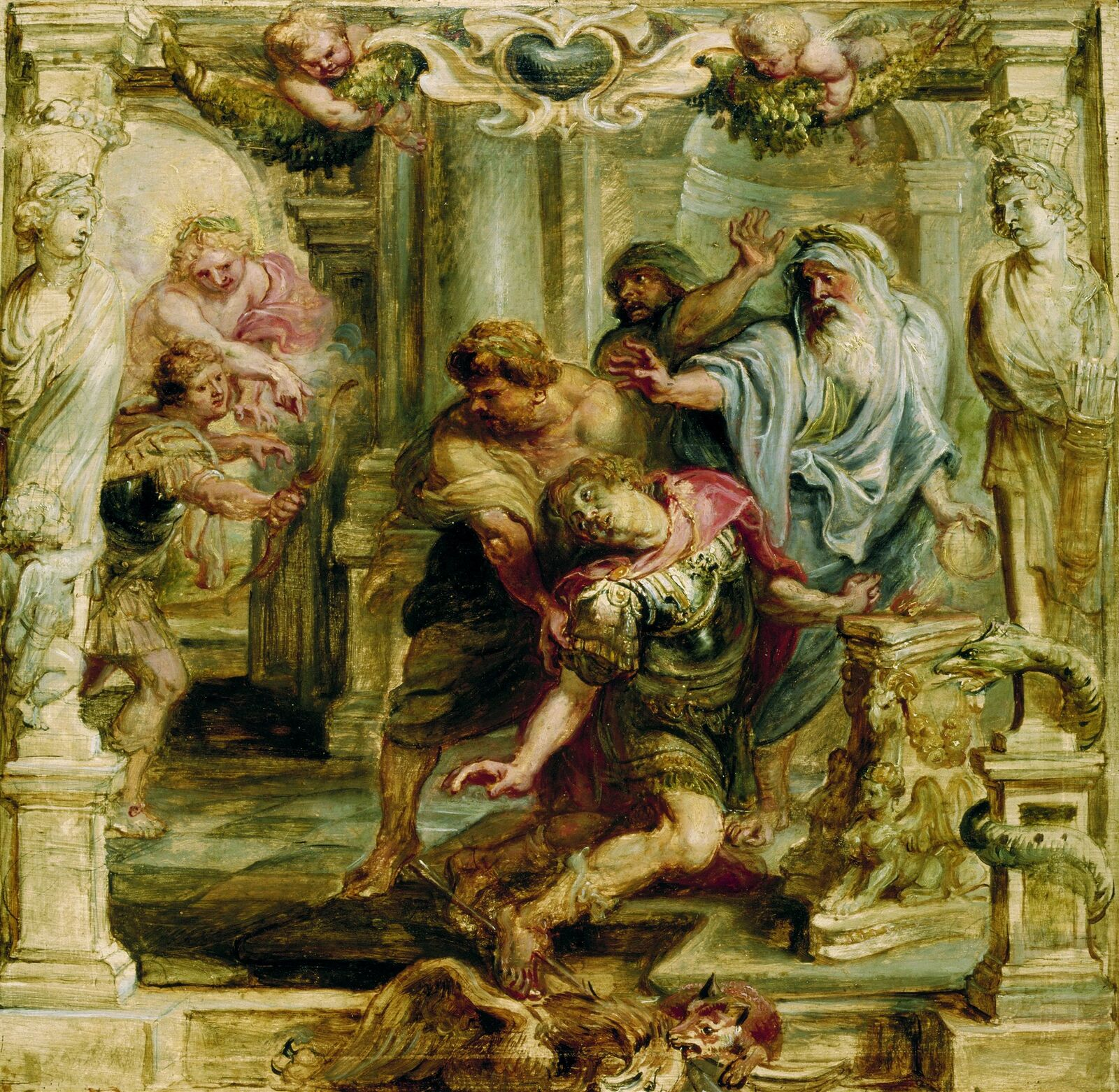
П.П.Рубенс.Картон до гобелену «Ахілл вбиває Паріса»
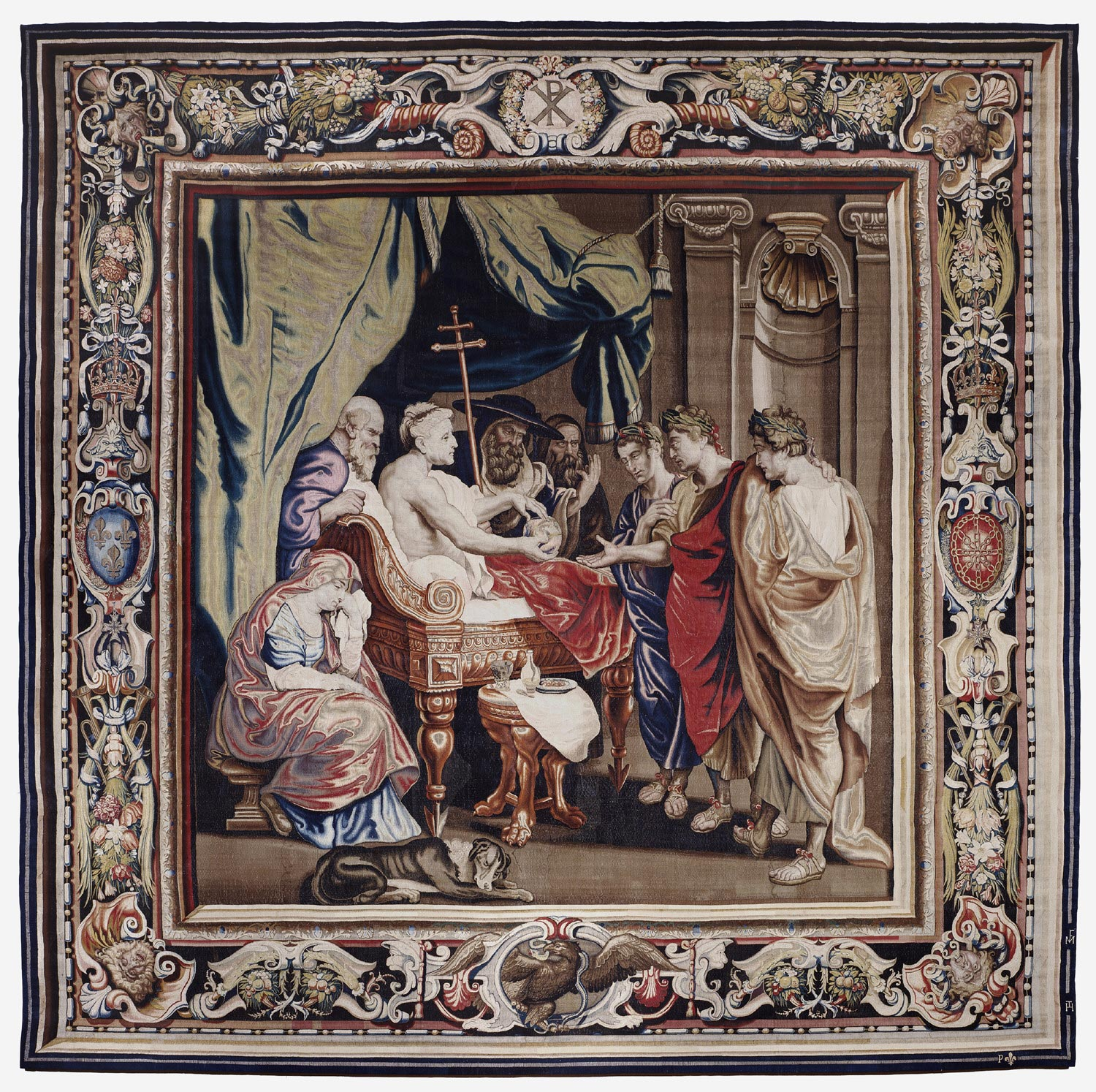
За картоном Рубенса аррас «Смерть імператора Костянтина»

## Відомі представники XVI століття

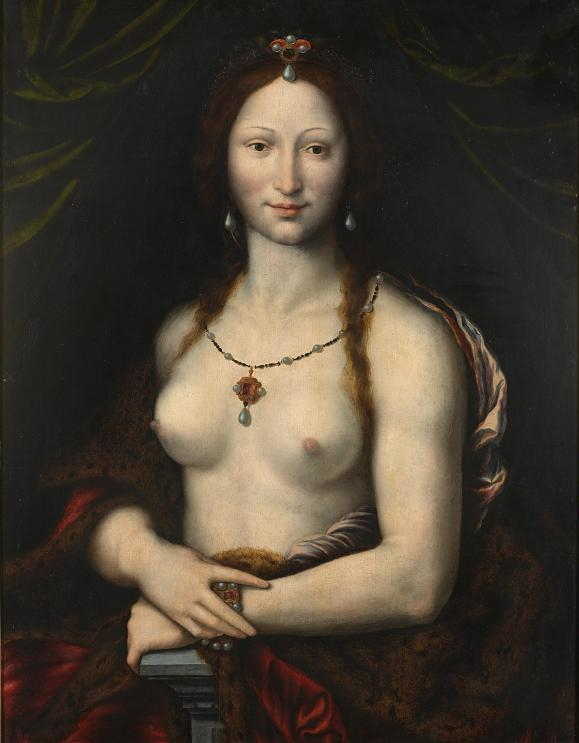
Йоос ван Клеве. Засвоєння настанов Леонардо — Монна Ванна.

- Йоахим Патінір (бл. 1480 — 1524)
- Йос ван Клеве (бл. 1485 — 1541)
- Геррі мет де Блес (1500/1510 — 1555 ?)
- Пітер Кук ван Альст ( 1502 - 1550 )
- Пітер Артсен (1508 — 1575)
- Ієронімус Кустодіс (Hieronimo Custodis ? — 1593)
- Мабюз, тобто Ян Госсарт (бл. 1478 — 1532)
- Ганс Еворт (1520 — 1574)
- Пітер Брейгель старший (1525 — 1569)
- Корнеліс Флоріс де Вріндт (1513/14 - 1575 )
- Ганс Еворт (1520 — 1574), працював в Лондоні
- Симон Перейнс ( бл.1530 — 1590)
- Жак Йонгелінк (1530 — 1606), скульптор і медальєр
- Гілліс ван Конінкслоо (1544 — 1607)
- Корнеліс ван Далем (1528—1573/1576)
- Ян Брейгель старший (1568 — 1525)
- Тобіас Верхахт (1561 — 1631)
- Абел Гріммер (1570 — 1619)
- Антоніс Мор (1519 — 1575)
- Адріан Кей
- Ян Брейгель молодший (1601 — 1678)
- Франс Флоріс (1517 — 1570)
- Франс Франкен старший (1542 — 1616)
- Ян ван Гемессен (бл. 1500 — бл. 1566)
- Ян Массейс (1510 — 1575)
- Квентін Массейс молодший (1543 — 1589)
- Адам ван Ноорт (1561/2 — 1641)
- Йоос де Момпер (1564—1635)
- Франс Порбюс старший (1545 — 1581)
- Лодовіко Поццосеррато (бл. 1550— бл. 1605), працював у Італії
- Франс Порбюс молодший (1569—1622)
- Бартоломеус Шпрангер (1546 — 1611)
- Отто ван Веен (1556 — 1629)
- Мартен де Вос (1532—1603)
- Себастьян Вранкс (1573 −1647)
- Матіас Бріль старший (15..—1550)
- Матіас Бріль молодший (1550—1583)
- Дамьєн Вортельманс ( Damiaen Wortelmans 16 ст)

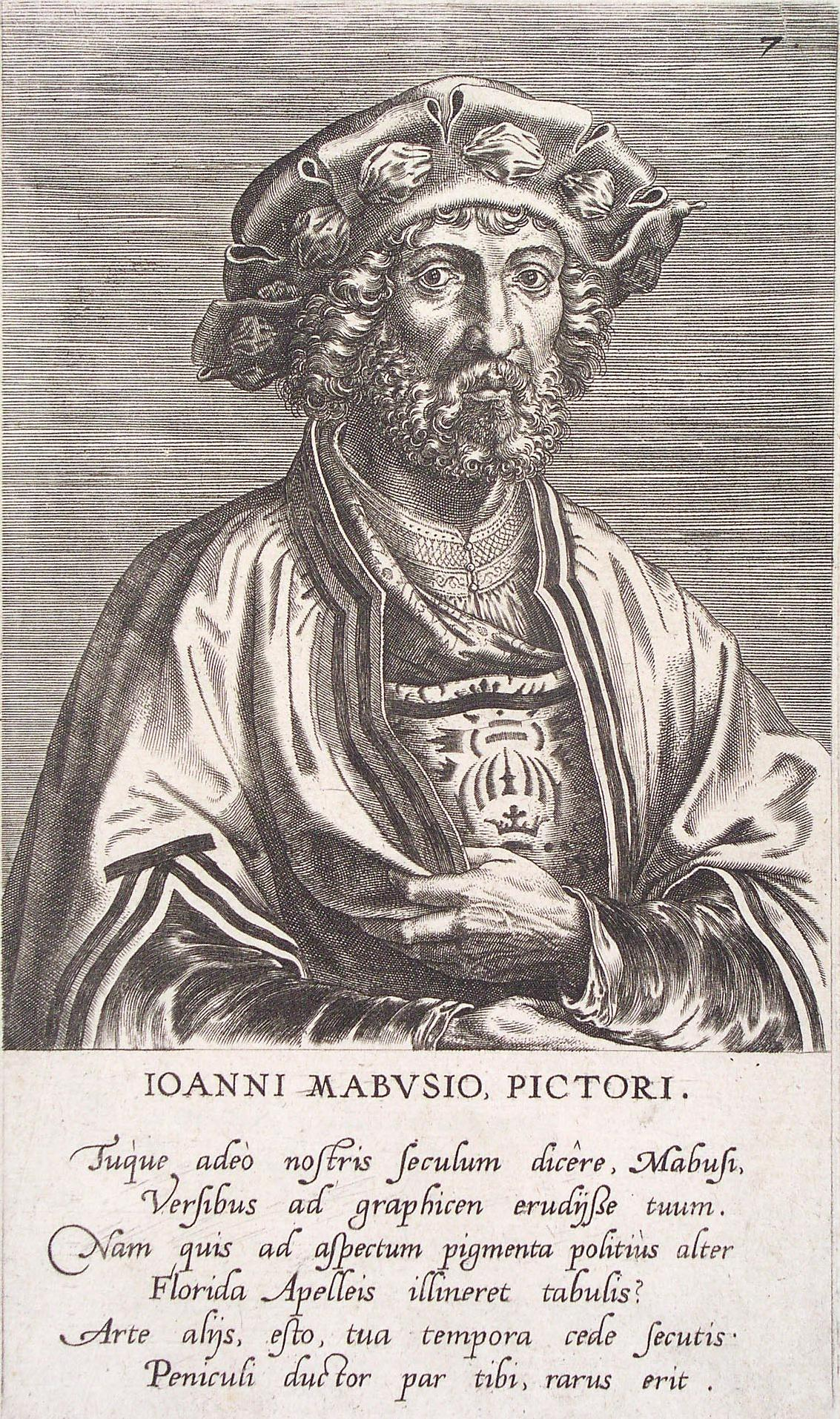
Гравер Ієронімус Вьєрікх. Ян Госсарт, або Мабюз
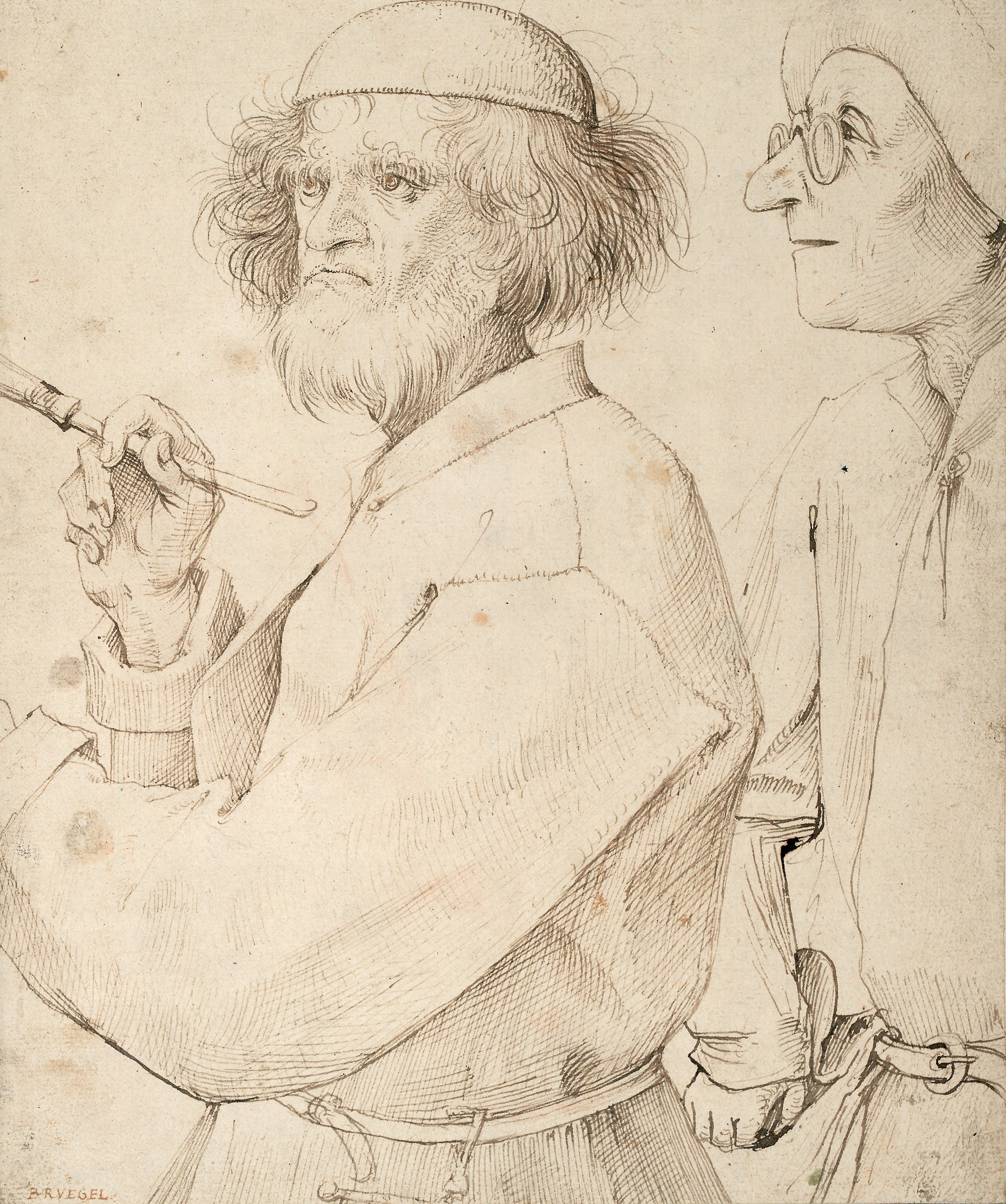
Пітер Брейгель старший. «Автопортрет».
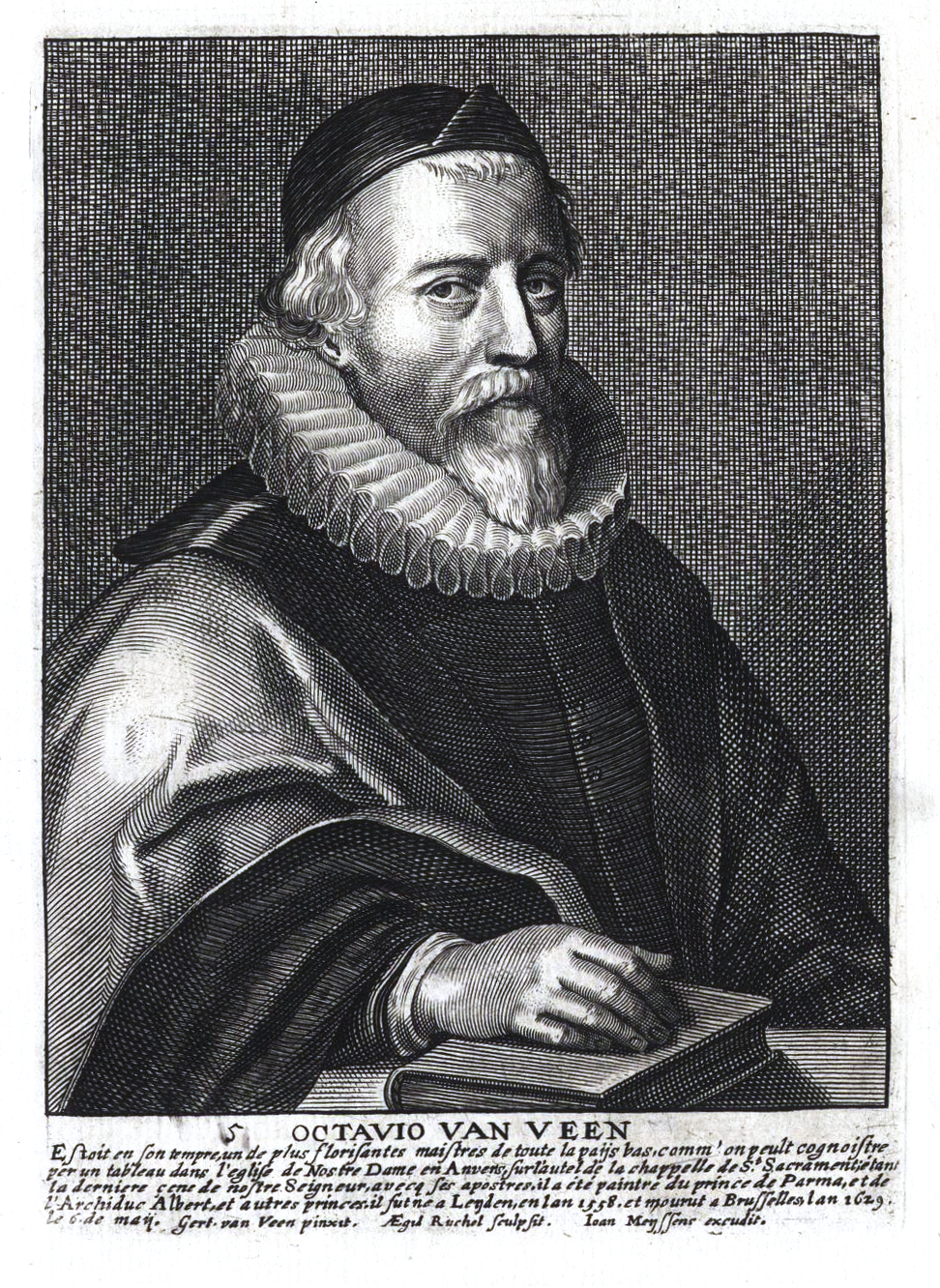
Отто ван Веен
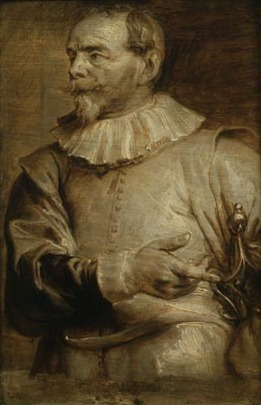
Антоніс ван Дейк. «Себастьян Вранкс», грізайль.
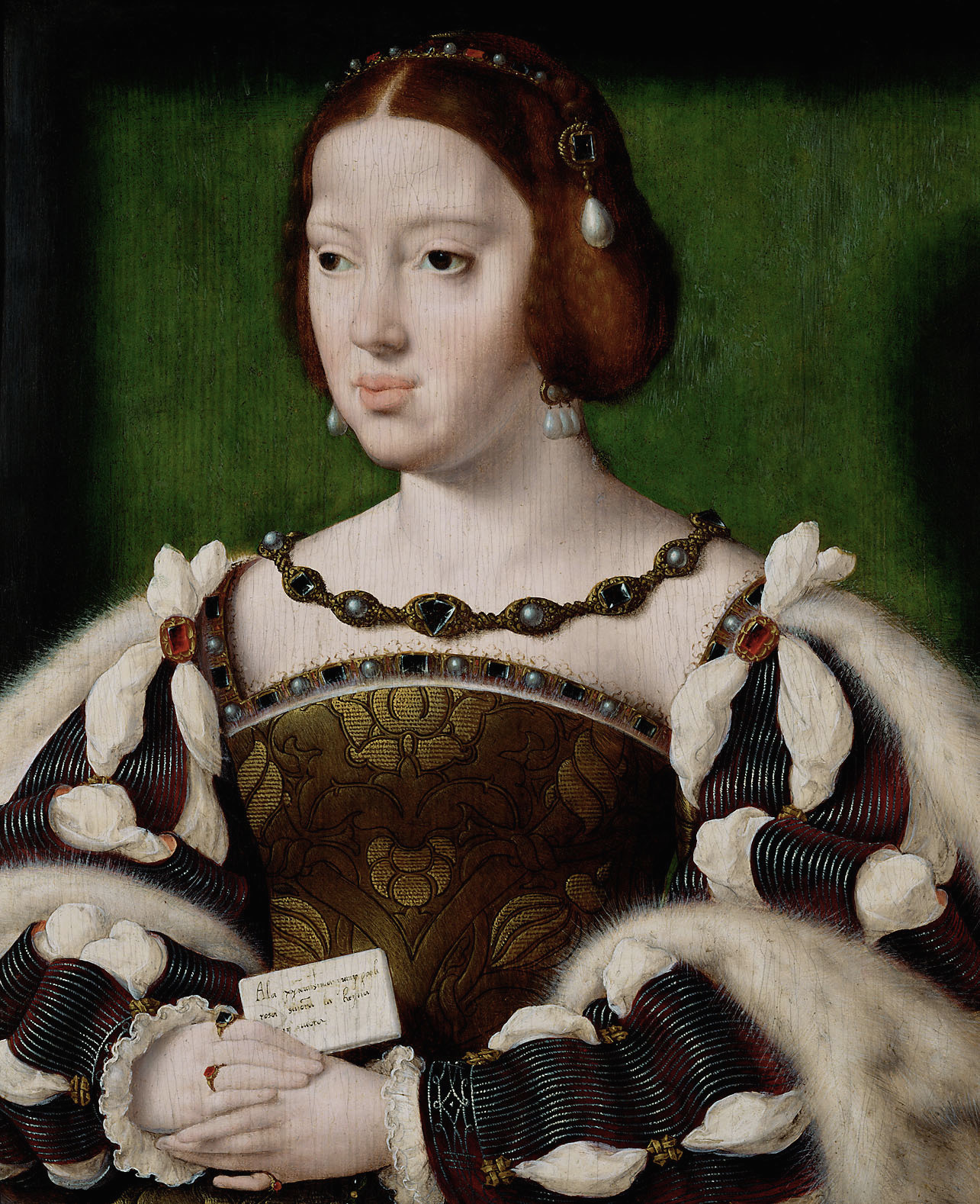
Йос ван Клеве. «Елеонора Австрійська», бл. 1530, Музей історії мистецтв, Відень.
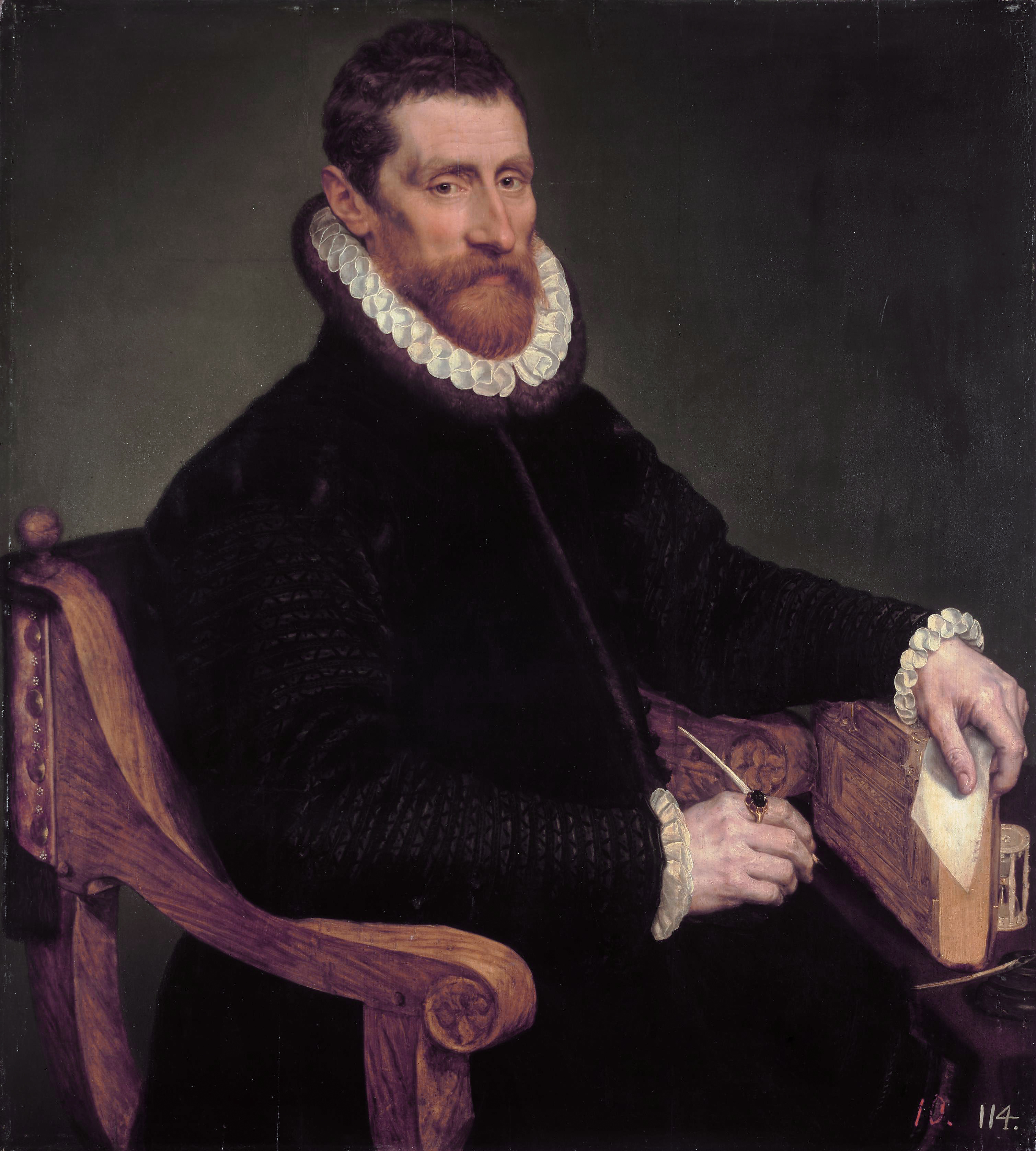
Франс Порбюс старший, Портрет невідомого. Ермітаж.
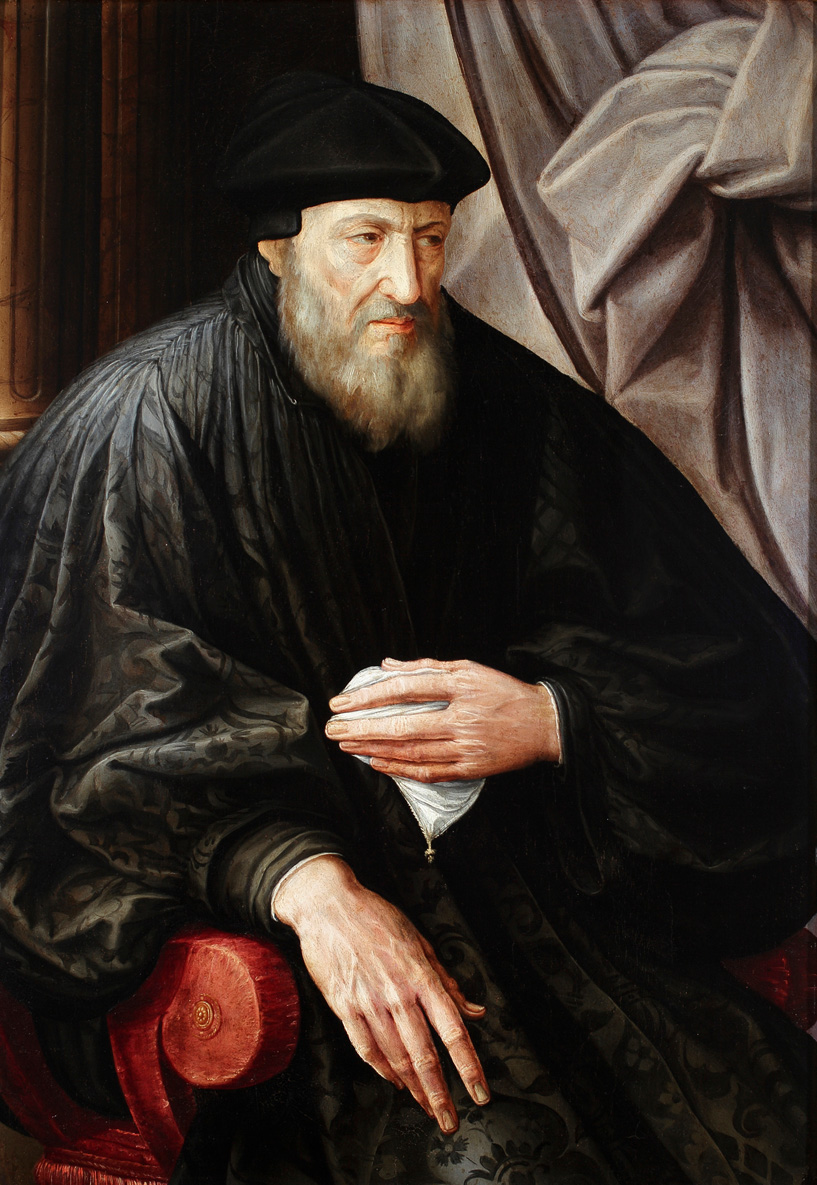
Ян Массейс. Адмірал Андреа Доріа, 1555,
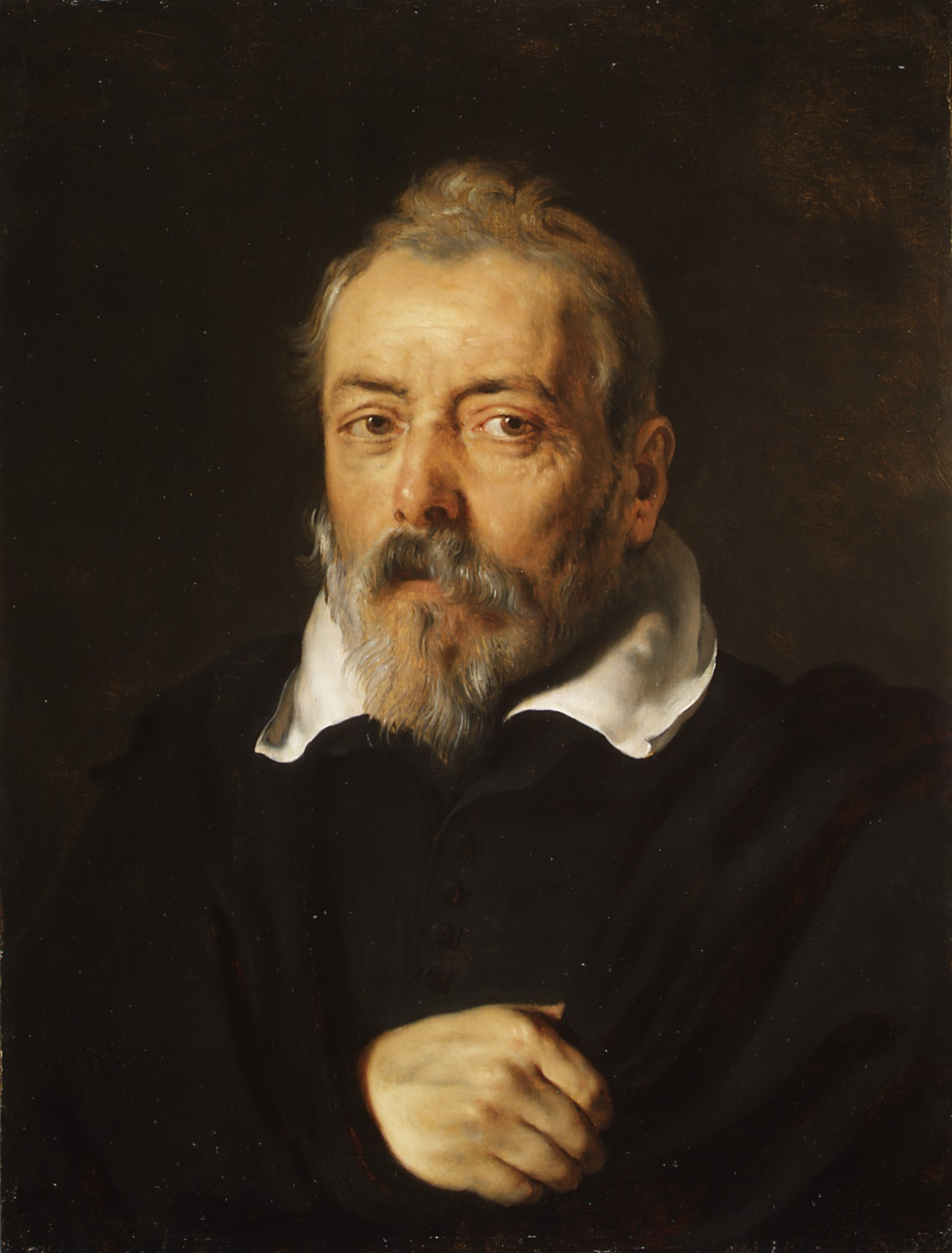
Портрет Франса Франкена старшого.

## Відомі представники XVII століття
- Пауль Бріль (1554—1626)

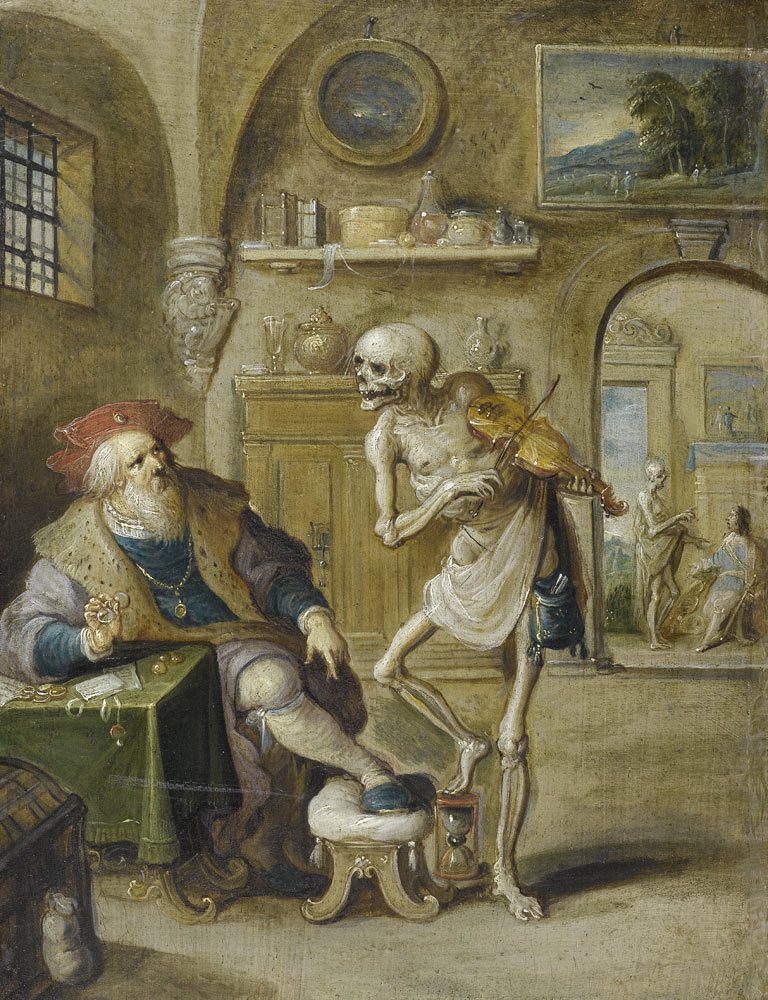
Франс Франкен молодший. «Пам'ятай про смерть»

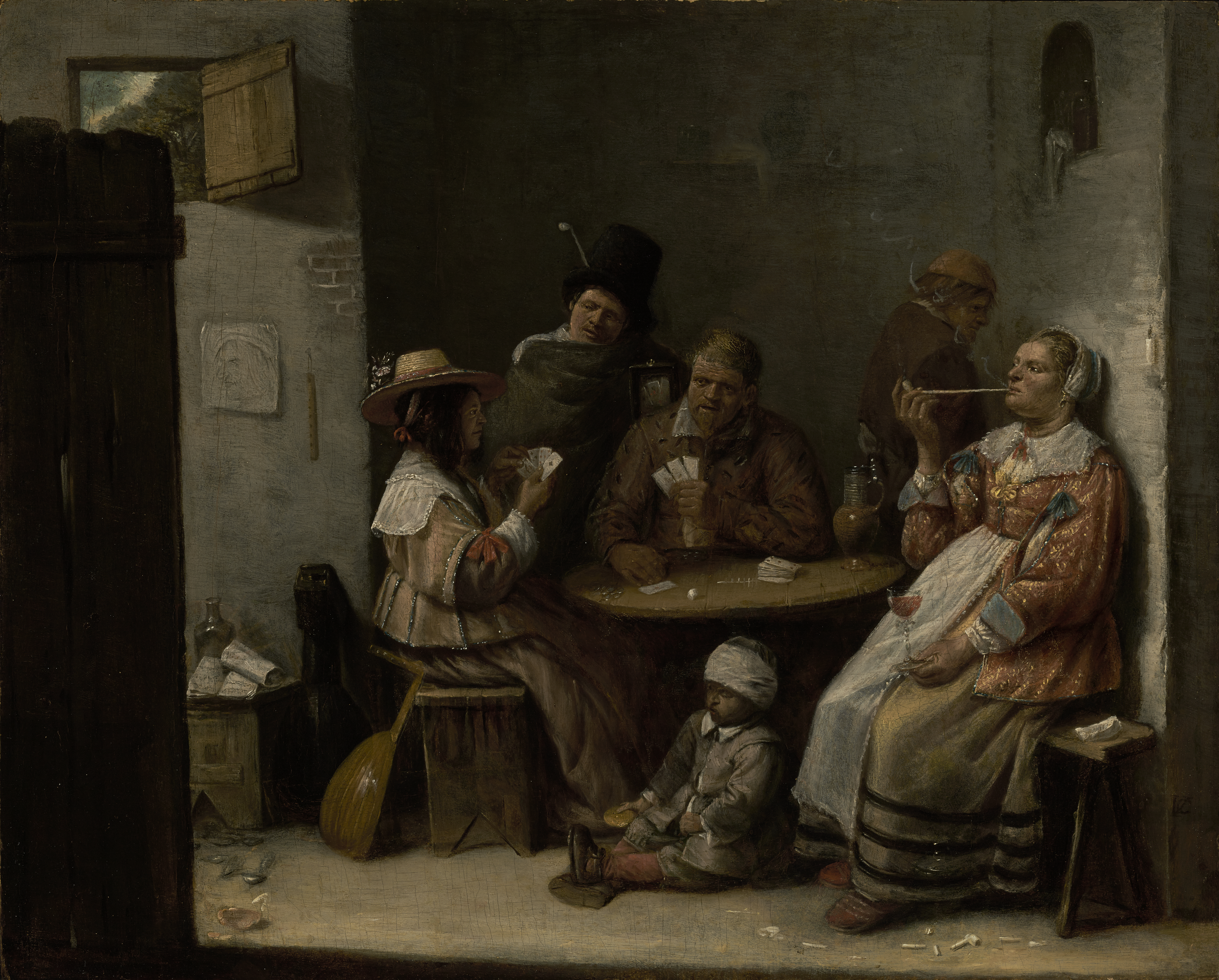
Йос ван Красбек. «Картярі», Музей Пола Гетті, Лос-Анжелес.

- Пітер Пауль Рубенс (1577 — 1640)
- Адам де Костер (1586—1643)
- Антоніс ван Дейк (1599 — 1641)
- Жан де Рейн (1610 — 1678)
- Теодор Буйєрманс (1620 — 1678)
- Франс Снейдерс (1579 — 1657)
- Теодор Ромбоутс (1597 — 1637)
- Герард Дюфе (1594 — 1661)
- Абрахам ван Діпенбек (1596 — 1675)
- Якоб Йорданс (1593 — 1678)
- Юстус Сустерманс (1597 –1681)
- Адріан Брауер (1605 — 1638)
- Пітер ван Лінт (1609 — 1690)
- Еразм Квеллінус молодший (1607 — 1678)
- Томас Віллібортс Босхарт (1613 — 1654)
- Давід Тенірс молодший (1610 — 1690)
- Бонавентура Пітерс старший (1614—1652)
- Віллем Габрон (1619—1678)
- Хендрік ван Бален старший (1575 — 1632)
- Гаспар де Крайєр (1584 — 1669)
- Клара Петерс (1594 — бл. 1657)
- Герард Сегерс (1591 — 1651)
- Даніель Сегерс (1590 — 1661)
- Корнеліс Схют (1597 — 1655)
- Йос ван Красбек (1605/1606 — бл. 1660)
- Франс Франкен молодший (1581 — 1642)
- Теодор ван Тюльден (1606 — 1669)
- Лукас ван Уден (1595 — 1672)
- Адріан ван Утрехт (1599 — 1652)
- Корнеліс де Вос (1584 — 1661)
- Ян Вілденс (1586 — 1653)
- Абрагам Янссенс (1573 — 1632)
- Гейсбрехт Лейтенс (Майстер зимових пейзажів, 1586–1656)
- Ян Сіберехтс (1627–1703)

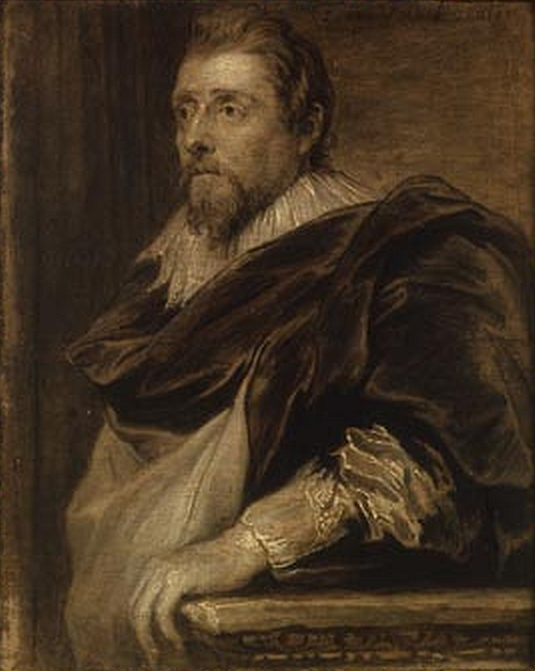
Портрет Франса Франкена молодшого.
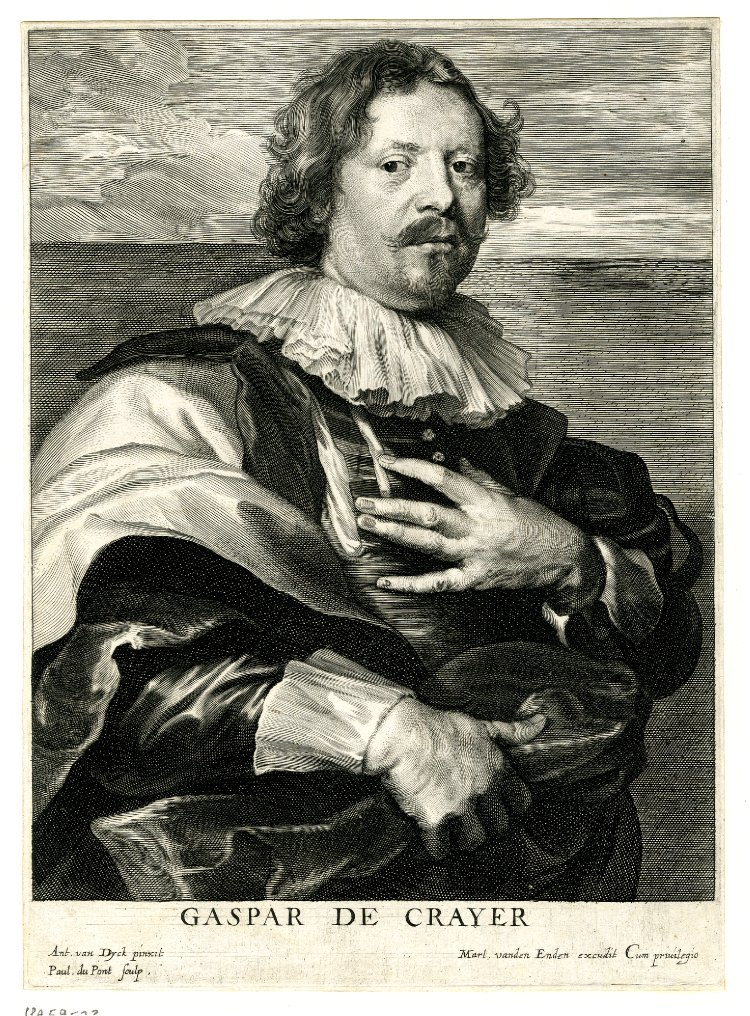
Антоніс ван Дейк, портрет Гаспара де Крайера
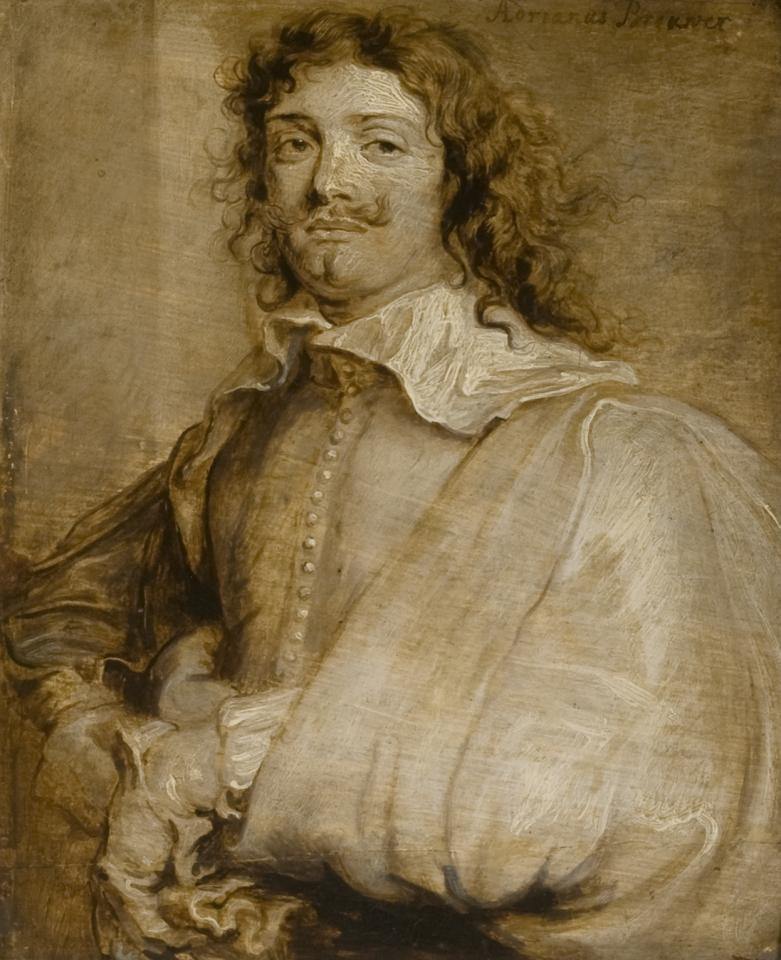
Антоніс ван Дейк, портрет Адріана Брауера.
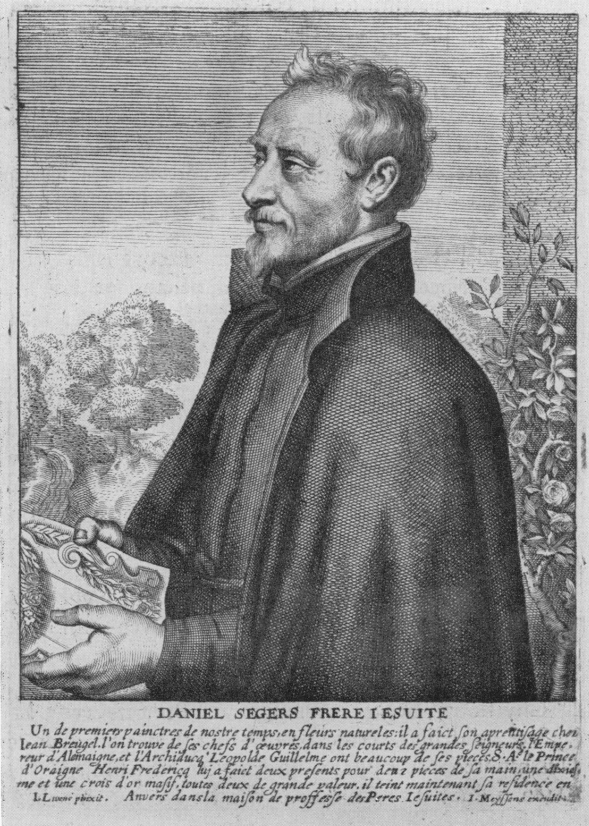
Портрет Даніеля Сегерса
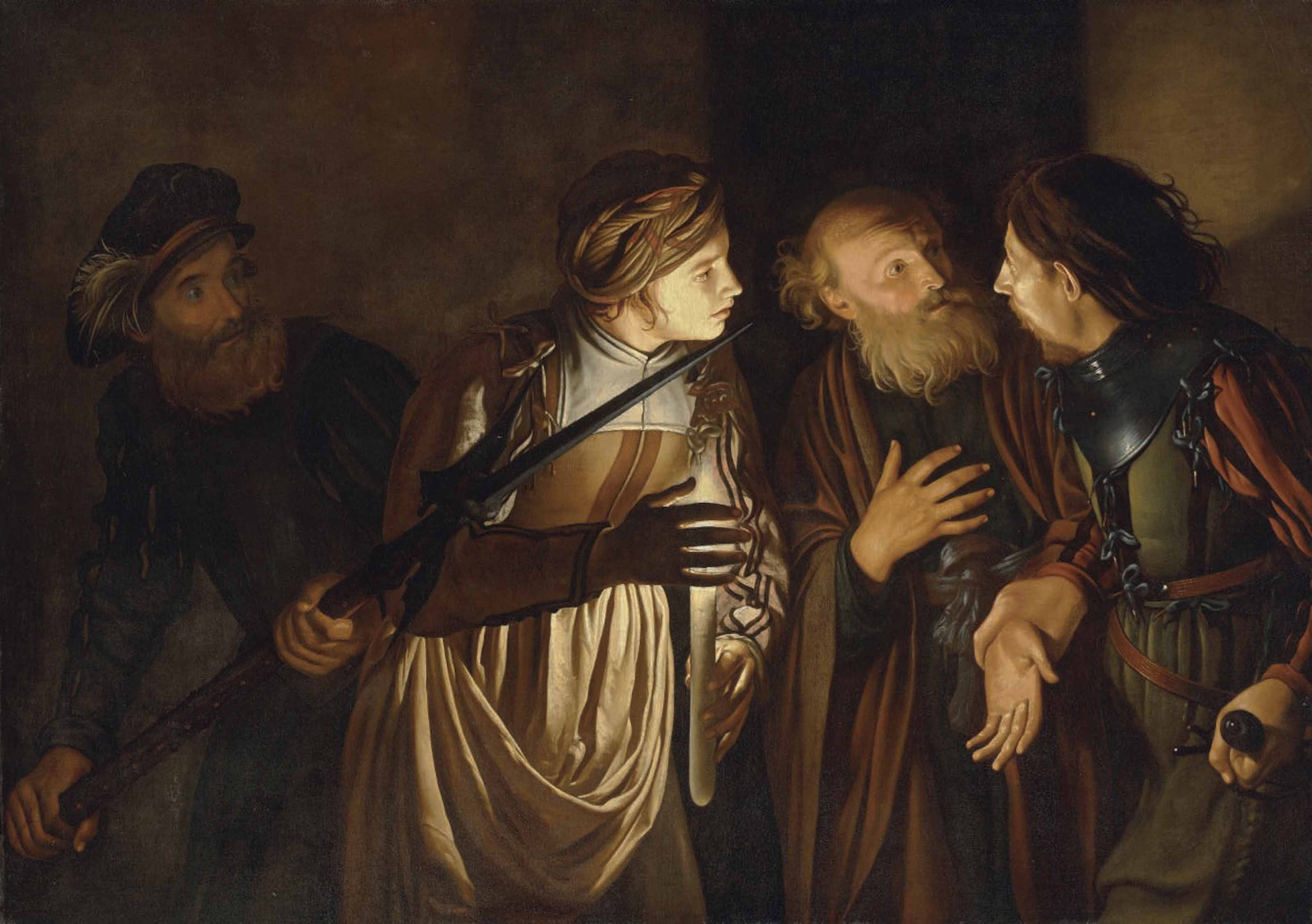
Адам де Костер. «Зречення апостола Петра»
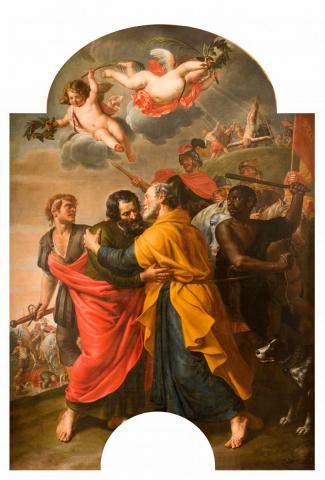
Пітер ван Лінт. «Прощання апостолів Петра і Павла», 1655 р., Якобскерк, Антверпен
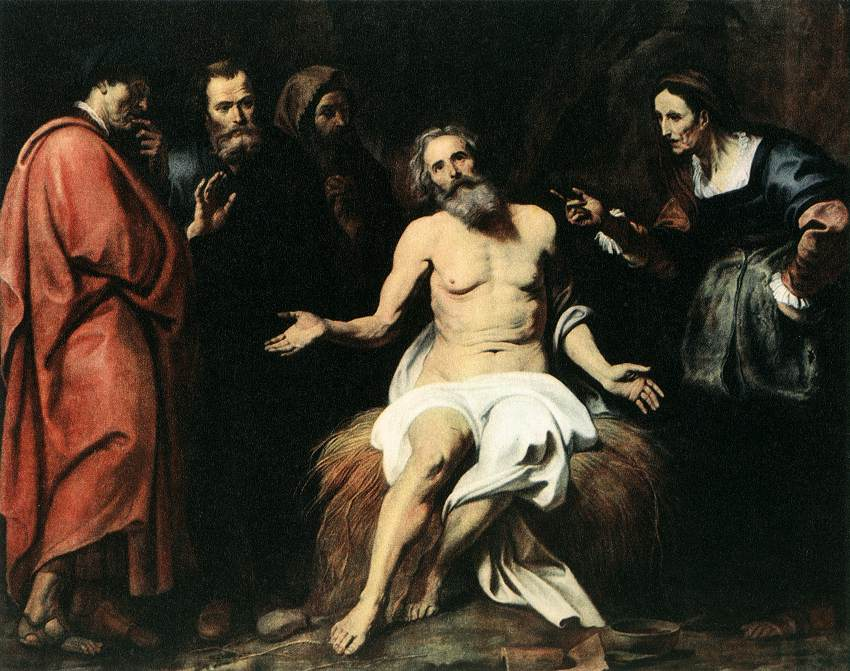
Герард Сегерс. «Хворий Іов на соломі», Національна галерея (Прага)
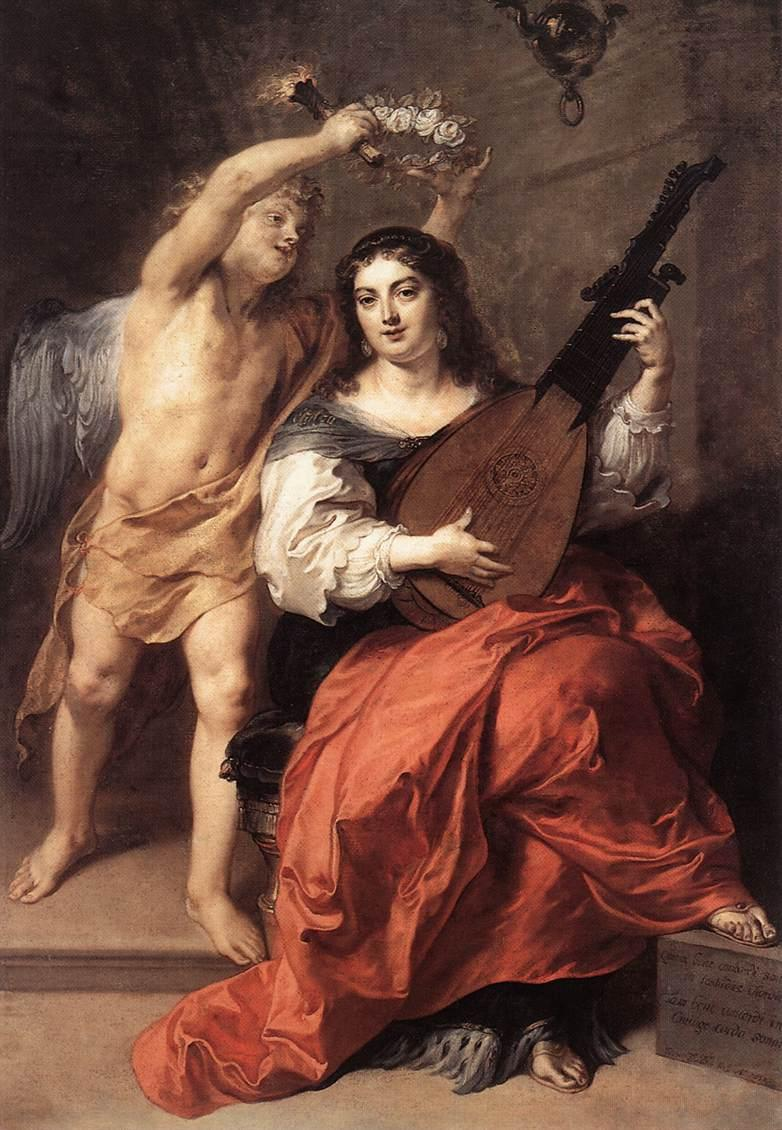
Теодор ван Тюльден. «Гіменей та Гармонія»
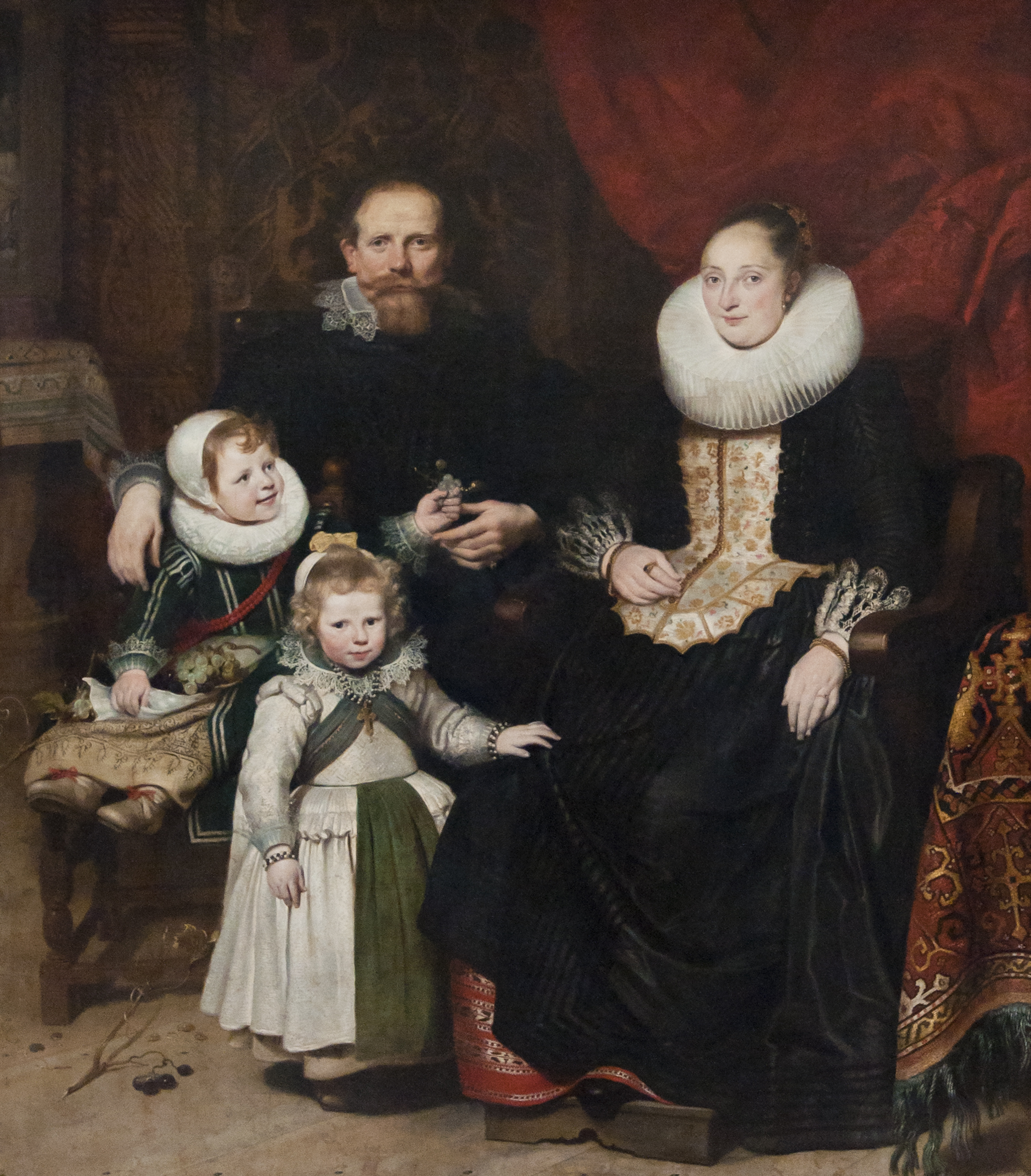
Корнеліс де Вос, «Автопортрет з дружиною і дітьми».
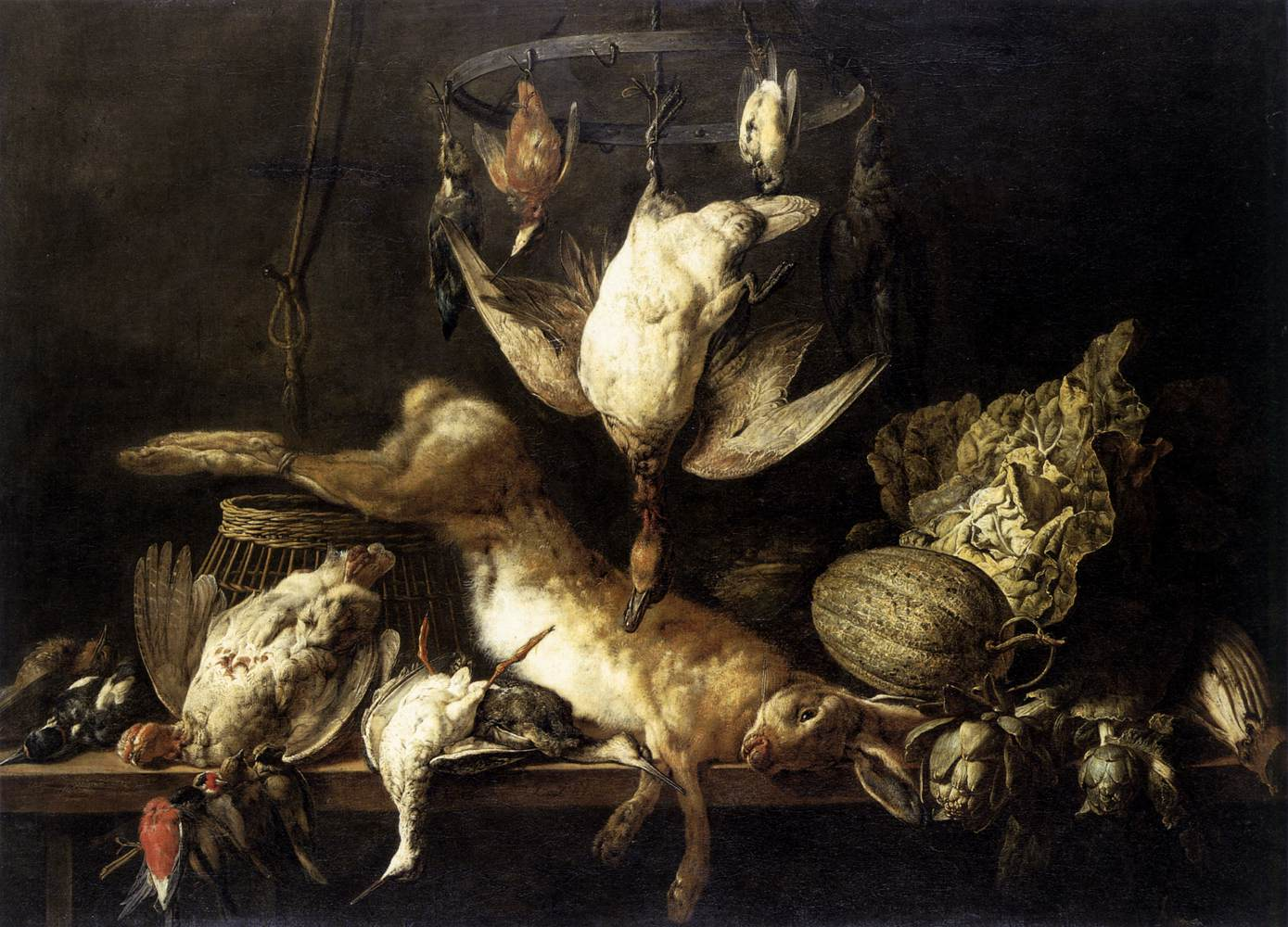
Адріан ван Утрехт. «Дичина і овочі»
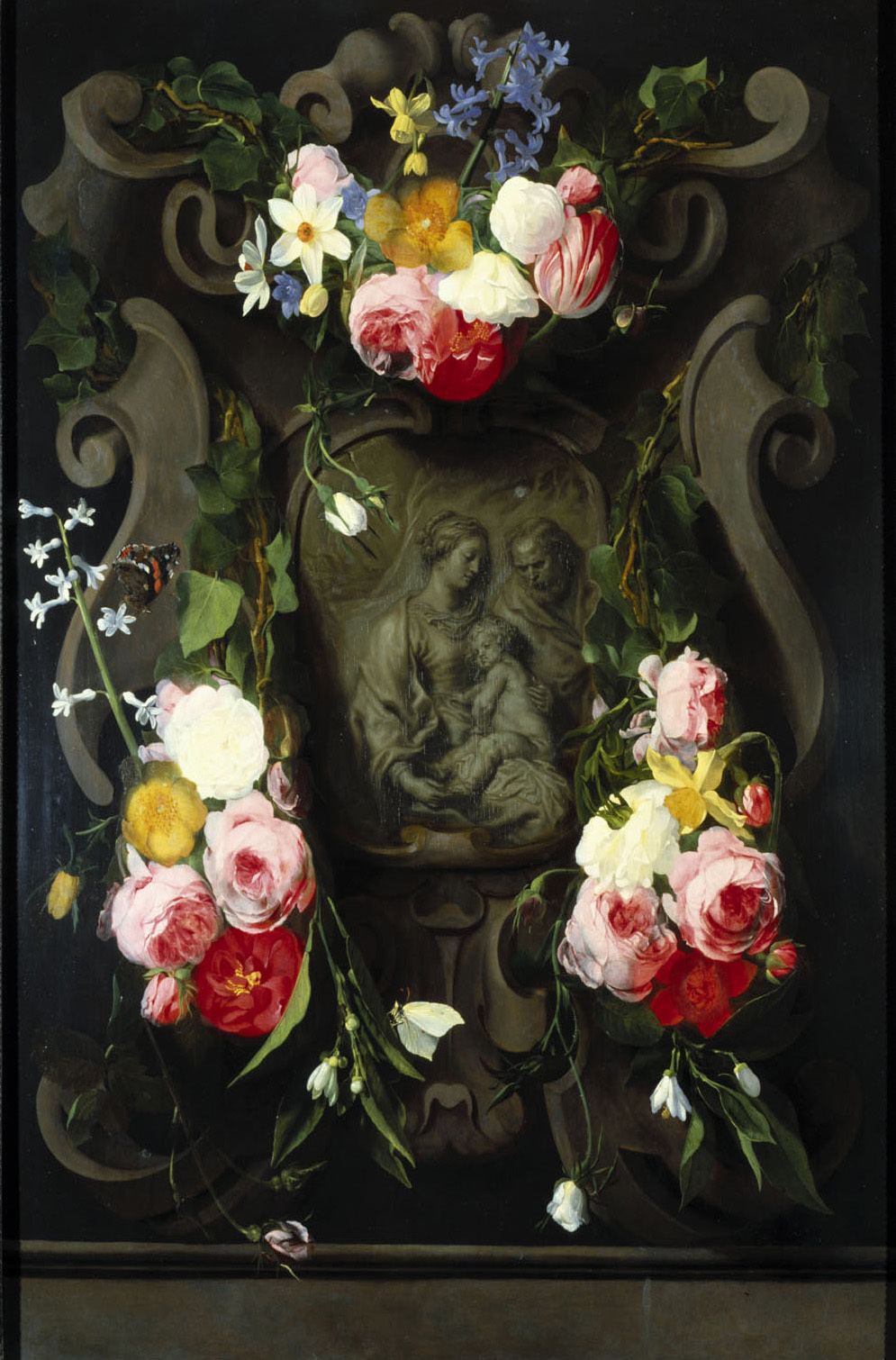
Даніель Сегерс. «Свята Родина з квітами».
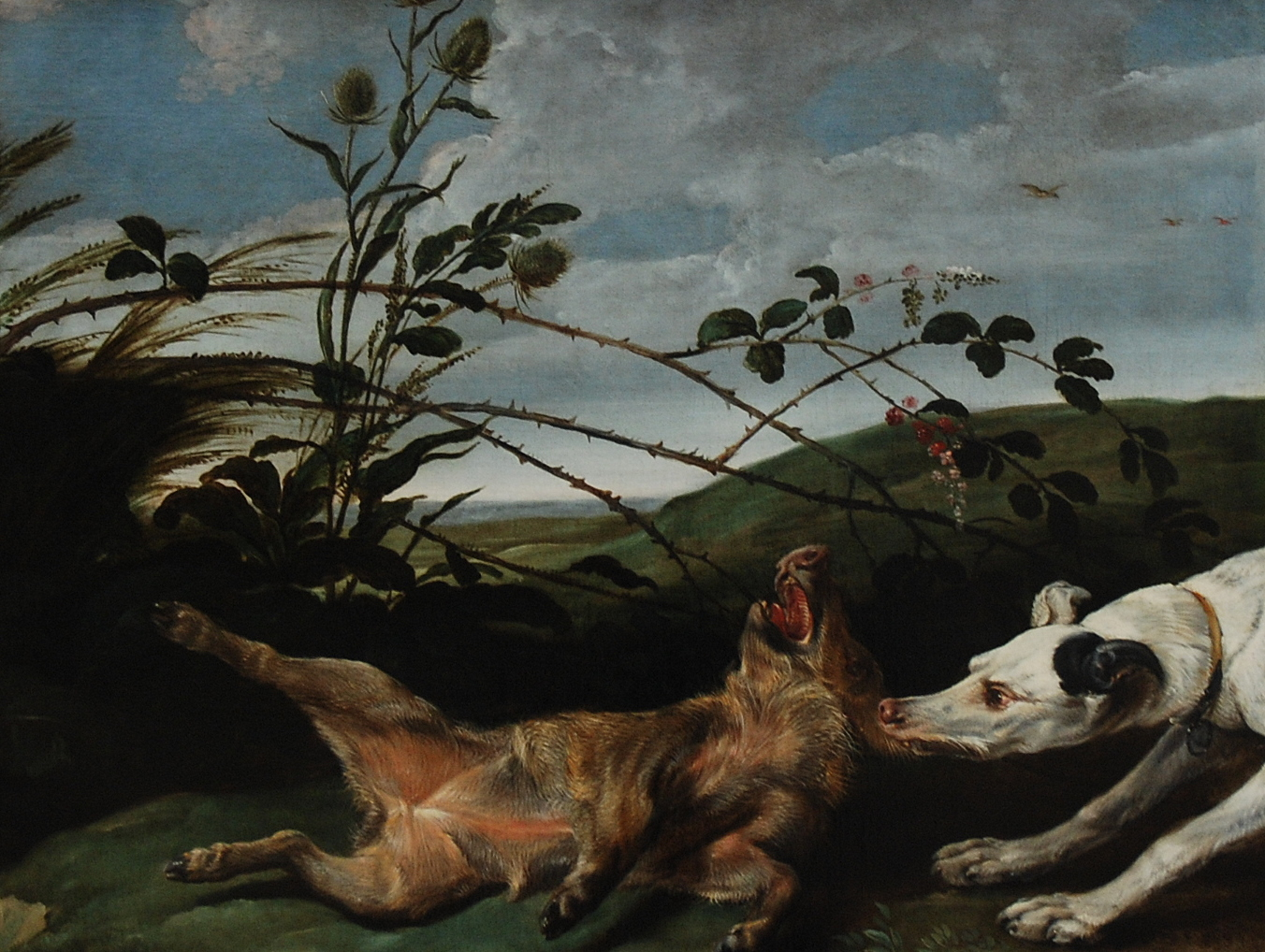
Франс Снейдерс, Вдале полювання.
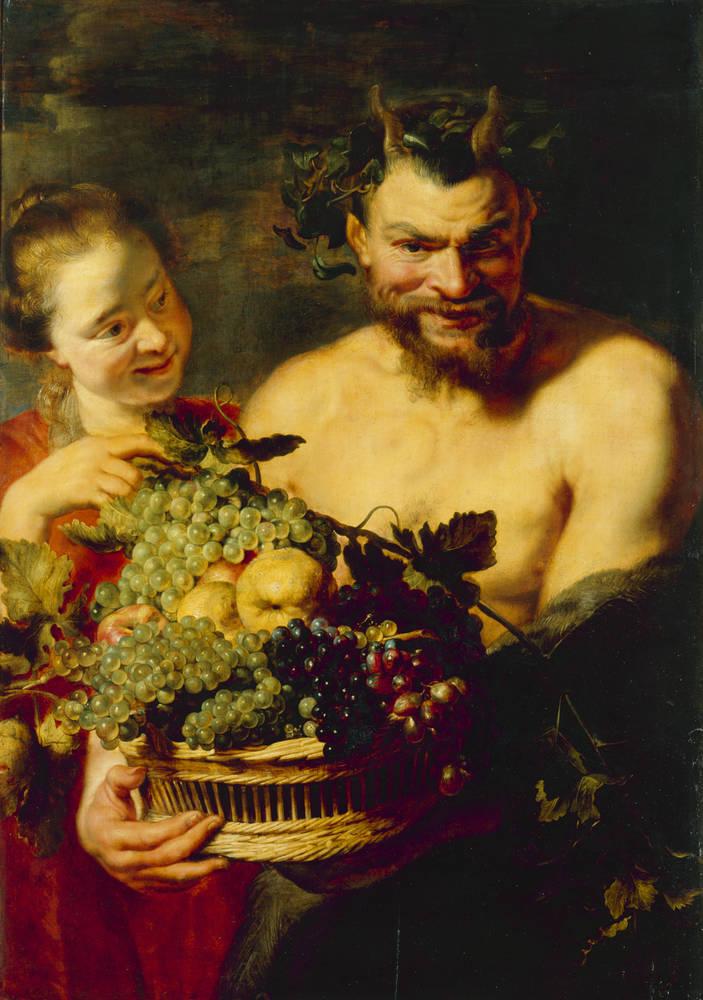
Якоб Йорданс. «Сатир з кошиком фруктів і вакханка»
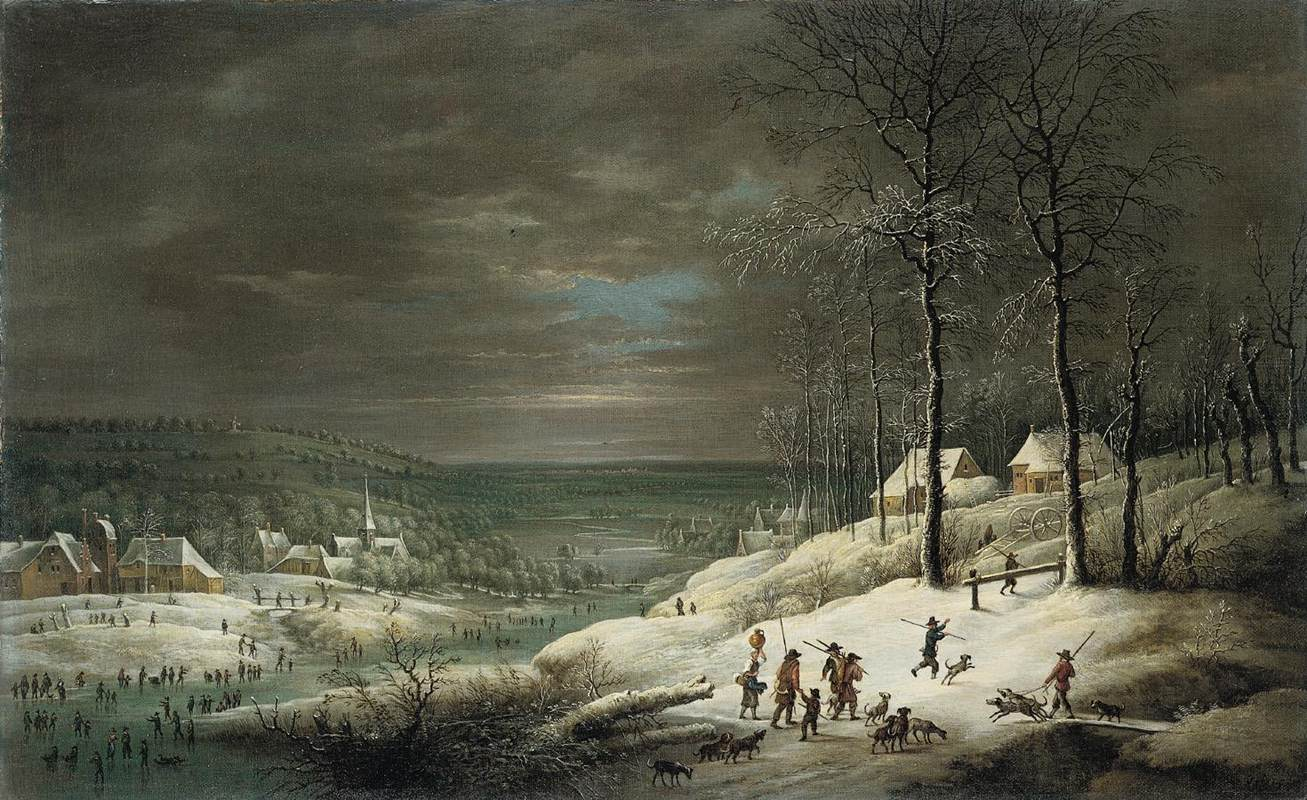
Лукас ван Уден, «Зимовий пейзаж з мисливцями на снігу», приватн. збірка.

## Джерела

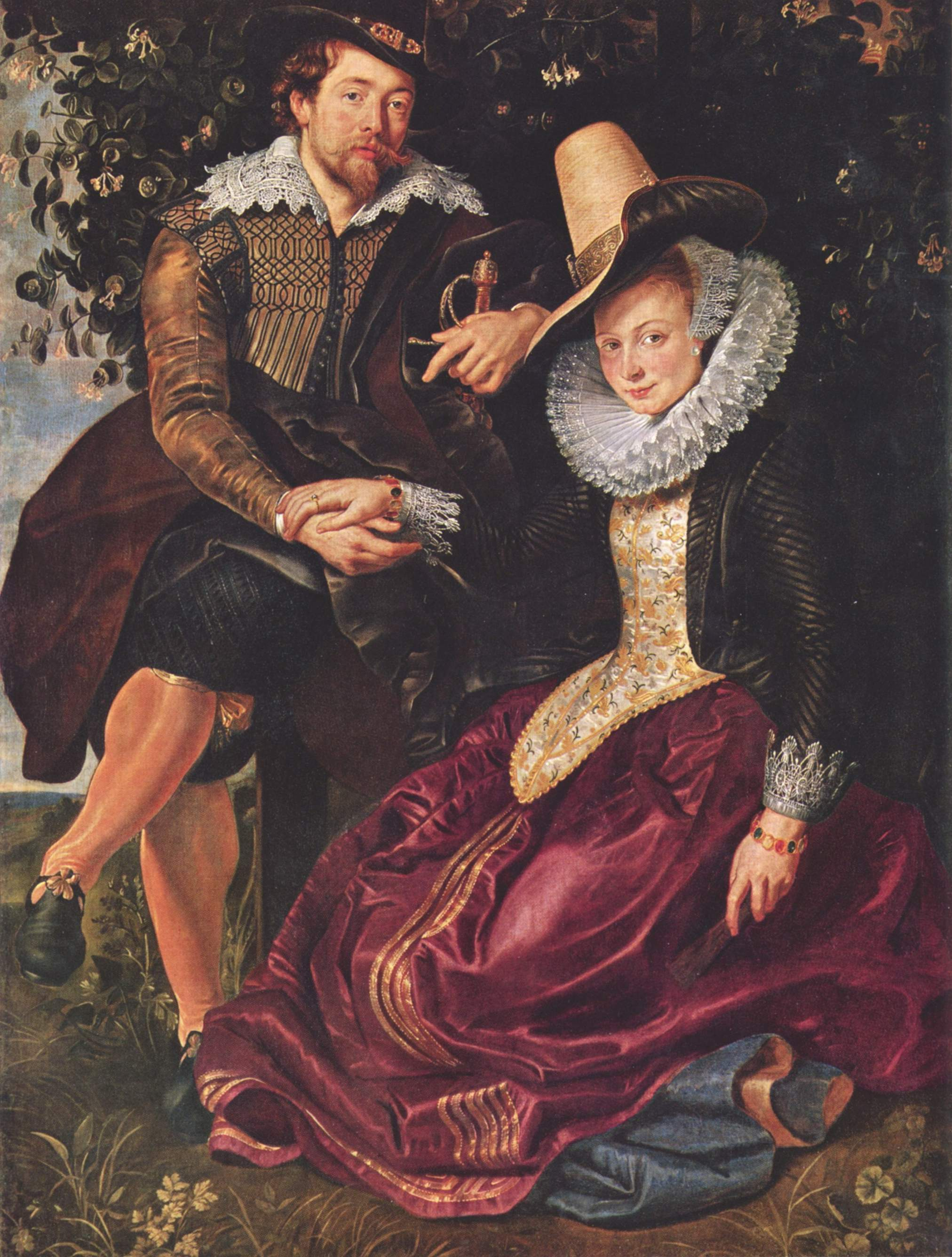
Рубенс, «Автопортрет з Ізабеллою Брант»